# Eleições autárquicas portuguesas de 2017 no distrito de Viana do Castelo

## Resultados por Concelho
Os resultados nos Concelhos do Distrito de Viana do Castelo foram os seguintes:

### Arcos de Valdevez

#### Câmara Municipal
| Partido                 | Partido                        | Votos  | %               | +/-   | Vereadores | +/-     |
| ----------------------- | ------------------------------ | ------ | --------------- | ----- | ---------- | ------- |
|                         | Partido Social Democrata       | 9 674  | 67,81 / 100,00  | 14,67 | 6 / 7      | 2       |
|                         | Partido Socialista             | 2 523  | 17,68 / 100,00  | 8,56  | 1 / 7      | 1       |
|                         | CDS – Partido Popular          | 802    | 5,62 / 100,00   | 5,82  | 0 / 7      | 1       |
|                         | Coligação Democrática Unitária | 551    | 3,86 / 100,00   | 0,62  | 0 / 7      | Estável |
| Votos Inválidos         | Votos Inválidos                | 717    | 5,03 / 100,00   | 0,90  |            |         |
| Total                   | Total                          | 14 267 | 100,00 / 100,00 |       | 7 / 7      |         |
| Eleitorado/Participação | Eleitorado/Participação        | 26 603 | 53,63 / 100,00  | 2,74  |            |         |

| Freguesia                                          | %     | %     | %     | %     | Votantes |
| Freguesia                                          | PSD   | PS    | CDS   | CDU   | Votantes |
| -------------------------------------------------- | ----- | ----- | ----- | ----- | -------- |
| Aboim das Choças                                   | 72,93 | 17,03 | 2,62  | 2,18  | 229      |
| Aguiã                                              | 73,47 | 11,37 | 5,47  | 7,58  | 475      |
| Álvora e Loureda                                   | 78,55 | 11,88 | 2,97  | 3,30  | 303      |
| Arcos de Valdevez (Salvador), Vila Fonche e Parada | 58,16 | 26,25 | 5,66  | 4,33  | 1 501    |
| Arcos de Valdevez (São Paio) e Giela               | 65,60 | 14,06 | 10,47 | 5,28  | 1 003    |
| Ázere                                              | 85,11 | 5,67  | 5,67  | 1,42  | 141      |
| Cabana Maior                                       | 83,63 | 7,60  | 2,34  | 1,75  | 171      |
| Cabreiro                                           | 63,70 | 21,45 | 3,96  | 4,95  | 303      |
| Cendufe                                            | 74,75 | 12,87 | 5,45  | 2,97  | 202      |
| Couto                                              | 74,06 | 16,51 | 4,48  | 2,36  | 424      |
| Eiras e Mei                                        | 59,64 | 19,64 | 9,09  | 6,91  | 275      |
| Gavieira                                           | 64,57 | 18,11 | 3,15  | 3,94  | 254      |
| Gondoriz                                           | 70,41 | 17,83 | 2,67  | 3,74  | 561      |
| Grade e Carralcova                                 | 82,24 | 9,27  | 4,63  | 1,93  | 259      |
| Guilhadeses e Santar                               | 72,24 | 11,49 | 5,22  | 4,93  | 670      |
| Jolda (Madalena) e Rio Cabrão                      | 67,51 | 12,61 | 6,72  | 3,36  | 357      |
| Jolda (São Paio)                                   | 63,02 | 23,77 | 9,06  | 1,13  | 265      |
| Miranda                                            | 63,40 | 10,64 | 6,38  | 4,26  | 235      |
| Monte Redondo                                      | 87,64 | 6,18  | 4,49  | 1,12  | 178      |
| Oliveira                                           | 76,42 | 11,79 | 6,13  | 2,36  | 212      |
| Paçô                                               | 56,71 | 24,33 | 12,42 | 2,68  | 596      |
| Padreiro (Salvador e Santa Cristina)               | 66,19 | 26,98 | 3,24  | 1,08  | 278      |
| Padroso                                            | 63,35 | 20,50 | 6,83  | 4,97  | 161      |
| Portela e Extremo                                  | 71,55 | 15,95 | 5,60  | 2,59  | 232      |
| Prozelo                                            | 70,69 | 20,04 | 3,23  | 3,45  | 464      |
| Rio de Moinhos                                     | 79,26 | 11,71 | 3,34  | 2,34  | 299      |
| Rio Frio                                           | 67,07 | 16,71 | 4,36  | 3,15  | 413      |
| Sabadim                                            | 70,38 | 20,21 | 2,44  | 2,44  | 287      |
| São Jorge e Ermelo                                 | 67,50 | 20,46 | 2,10  | 3,06  | 523      |
| Senharei                                           | 81,75 | 9,49  | 2,92  | 1,46  | 137      |
| Sistelo                                            | 78,53 | 6,78  | 9,60  | 2,82  | 177      |
| Soajo                                              | 54,08 | 14,46 | 5,27  | 15,48 | 588      |
| Souto e Tabaçô                                     | 68,51 | 17,59 | 7,54  | 2,18  | 597      |
| Távora (Santa Maria e São Vicente)                 | 58,42 | 33,38 | 3,68  | 1,56  | 707      |
| Vale                                               | 71,40 | 12,79 | 7,67  | 2,33  | 430      |
| Vilela, São Cosme e São Damião e Sá                | 80,00 | 13,61 | 3,89  | 0,56  | 360      |
| Arcos de Valdevez                                  | 67,81 | 17,68 | 5,62  | 3,86  | 14 267   |

#### Assembleia Municipal
| Partido                 | Partido                         | Votos  | %               | +/-  | Deputados | +/-  |
| ----------------------- | ------------------------------- | ------ | --------------- | ---- | --------- | ---- |
|                         | Partido Social Democrata        | 8 416  | 58,99 / 100,00  | 9,32 | 24 / 37   | 4    |
|                         | Partido Socialista              | 2 750  | 19,28 / 100,00  | 6,64 | 7 / 37    | 3    |
|                         | CDS – Partido Popular           | 1 036  | 7,26 / 100,00   | 7,10 | 3 / 37    | 3    |
|                         | Coligação Democrática Unitária  | 710    | 4,98 / 100,00   | 1,35 | 2 / 37    | 1    |
|                         | Partido Democrático Republicano | 507    | 3,55 / 100,00   | Novo | 1 / 37    | Novo |
| Votos Inválidos         | Votos Inválidos                 | 847    | 5,94 / 100,00   | 0,48 |           |      |
| Total                   | Total                           | 14 266 | 100,00 / 100,00 |      | 37 / 37   |      |
| Eleitorado/Participação | Eleitorado/Participação         | 26 603 | 53,63 / 100,00  | 2,74 |           |      |

| Freguesia                                          | %     | %     | %     | %     | %     | Votantes |
| Freguesia                                          | PSD   | PS    | CDS   | CDU   | PDR   | Votantes |
| -------------------------------------------------- | ----- | ----- | ----- | ----- | ----- | -------- |
| Aboim das Choças                                   | 63,32 | 20,52 | 2,18  | 5,24  | 0,87  | 229      |
| Aguiã                                              | 66,53 | 12,84 | 5,26  | 10,53 | 1,68  | 475      |
| Álvora e Loureda                                   | 74,59 | 11,88 | 2,97  | 5,28  | 2,31  | 303      |
| Arcos de Valdevez (Salvador), Vila Fonche e Parada | 46,93 | 27,20 | 7,60  | 8,27  | 3,33  | 1 500    |
| Arcos de Valdevez (São Paio) e Giela               | 52,54 | 17,45 | 16,55 | 6,58  | 1,99  | 1 003    |
| Ázere                                              | 76,60 | 7,80  | 9,22  | 1,42  | 1,42  | 141      |
| Cabana Maior                                       | 80,70 | 7,02  | 3,51  | 2,34  | 0,58  | 171      |
| Cabreiro                                           | 56,77 | 25,41 | 4,29  | 3,96  | 2,97  | 303      |
| Cendufe                                            | 73,76 | 11,88 | 5,94  | 1,49  | 2,97  | 202      |
| Couto                                              | 62,97 | 19,81 | 5,90  | 3,30  | 2,36  | 424      |
| Eiras e Mei                                        | 54,18 | 21,82 | 9,82  | 8,36  | 2,18  | 275      |
| Gavieira                                           | 59,84 | 14,96 | 5,12  | 2,36  | 5,51  | 254      |
| Gondoriz                                           | 64,53 | 19,25 | 3,39  | 4,46  | 1,78  | 561      |
| Grade e Carralcova                                 | 79,92 | 9,65  | 3,86  | 1,16  | 0,77  | 259      |
| Guilhadeses e Santar                               | 58,51 | 12,84 | 10,15 | 5,82  | 5,07  | 670      |
| Jolda (Madalena) e Rio Cabrão                      | 63,03 | 13,73 | 6,44  | 3,08  | 3,64  | 357      |
| Jolda (São Paio)                                   | 49,43 | 29,06 | 15,47 | 1,13  | 0,75  | 265      |
| Miranda                                            | 58,72 | 14,47 | 4,68  | 3,83  | 2,98  | 235      |
| Monte Redondo                                      | 85,39 | 6,18  | 2,81  | 1,12  | 1,69  | 178      |
| Oliveira                                           | 68,87 | 11,79 | 8,96  | 3,77  | 0,47  | 212      |
| Paçô                                               | 46,31 | 27,18 | 14,43 | 4,19  | 3,02  | 596      |
| Padreiro (Salvador e Santa Cristina)               | 56,47 | 25,90 | 3,98  | 2,88  | 8,99  | 278      |
| Padroso                                            | 55,28 | 21,12 | 8,70  | 4,35  | 3,11  | 161      |
| Portela e Extremo                                  | 71,12 | 15,52 | 5,17  | 2,59  | 0,43  | 232      |
| Prozelo                                            | 65,30 | 23,06 | 4,31  | 4,74  | 0,22  | 464      |
| Rio de Moinhos                                     | 72,58 | 12,71 | 6,02  | 3,68  | 2,34  | 299      |
| Rio Frio                                           | 59,56 | 17,92 | 5,81  | 3,15  | 1,69  | 413      |
| Sabadim                                            | 65,16 | 25,09 | 2,44  | 2,44  | 1,74  | 287      |
| São Jorge e Ermelo                                 | 54,11 | 26,00 | 5,74  | 2,87  | 4,21  | 523      |
| Senharei                                           | 76,64 | 13,14 | 4,38  | 0,73  | 0     | 137      |
| Sistelo                                            | 71,19 | 7,34  | 9,04  | 2,82  | 2,26  | 177      |
| Soajo                                              | 48,47 | 13,95 | 6,46  | 18,71 | 1,36  | 588      |
| Souto e Tabaçô                                     | 45,06 | 17,42 | 7,37  | 2,35  | 24,96 | 597      |
| Távora (Santa Maria e São Vicente)                 | 50,21 | 34,23 | 5,09  | 2,69  | 3,96  | 707      |
| Vale                                               | 63,49 | 14,19 | 6,98  | 2,79  | 4,42  | 430      |
| Vilela, São Cosme e São Damião e Sá                | 76,11 | 14,17 | 5,56  | 0,83  | 0,28  | 360      |
| Arcos de Valdevez                                  | 58,99 | 19,28 | 7,26  | 4,98  | 3,55  | 14 266   |

#### Juntas de Freguesia
| Partido                 | Partido                         | Votos  | %               | +/-  | Presidentes | +/-     | Mandatos  | +/-  |
| ----------------------- | ------------------------------- | ------ | --------------- | ---- | ----------- | ------- | --------- | ---- |
|                         | Partido Social Democrata        | 7 734  | 54,16 / 100,00  | 2,67 | 29 / 36     | 2       | 183 / 268 | 8    |
|                         | Partido Socialista              | 2 355  | 16,49 / 100,00  | 3,89 | 2 / 36      | 2       | 36 / 268  | 14   |
|                         | Grupo de Cidadãos               | 2 127  | 14,90 / 100,00  | 0,61 | 5 / 36      | 1       | 37 / 268  | 6    |
|                         | CDS – Partido Popular           | 590    | 4,13 / 100,00   | 2,25 | 0 / 36      | 1       | 7 / 268   | 10   |
|                         | Coligação Democrática Unitária  | 234    | 1,64 / 100,00   | 1,03 | 0 / 36      | Estável | 3 / 268   | 2    |
|                         | Partido Democrático Republicano | 166    | 1,16 / 100,00   | Novo | 0 / 36      | Novo    | 2 / 268   | Novo |
| Votos Inválidos         | Votos Inválidos                 | 1 073  | 7,51 / 100,00   | 1,65 |             |         |           |      |
| Total                   | Total                           | 14 279 | 100,00 / 100,00 |      | 36 / 36     |         | 268 / 268 | 6    |
| Eleitorado/Participação | Eleitorado/Participação         | 26 603 | 53,67 / 100,00  | 2,44 |             |         |           |      |

| Freguesia                                          | Partido Vencedor | Partido Vencedor         | %              | Mandatos |
| -------------------------------------------------- | ---------------- | ------------------------ | -------------- | -------- |
| Aboim das Choças                                   |                  | Partido Social Democrata | 71,62 / 100,00 | 6 / 7    |
| Aguiã                                              |                  | Partido Social Democrata | 71,58 / 100,00 | 6 / 7    |
| Álvora e Loureda                                   |                  | Partido Social Democrata | 92,74 / 100,00 | 7 / 7    |
| Arcos de Valdevez (Salvador), Vila Fonche e Parada |                  | Grupo de Cidadãos        | 49,40 / 100,00 | 5 / 9    |
| Arcos de Valdevez (São Paio) e Giela               |                  | Partido Social Democrata | 49,45 / 100,00 | 5 / 9    |
| Ázere                                              |                  | Partido Social Democrata | 94,33 / 100,00 | 7 / 7    |
| Cabana Maior                                       |                  | Partido Social Democrata | 93,57 / 100,00 | 7 / 7    |
| Cabreiro                                           |                  | Partido Social Democrata | 44,55 / 100,00 | 3 / 7    |
| Cendufe                                            |                  | Partido Social Democrata | 83,66 / 100,00 | 7 / 7    |
| Couto                                              |                  | Partido Social Democrata | 62,26 / 100,00 | 5 / 7    |
| Eiras e Mei                                        |                  | Partido Social Democrata | 52,73 / 100,00 | 4 / 7    |
| Gavieira                                           |                  | Partido Social Democrata | 40,94 / 100,00 | 3 / 7    |
| Gondoriz                                           |                  | Partido Social Democrata | 63,46 / 100,00 | 6 / 9    |
| Grade e Carralcova                                 |                  | Partido Social Democrata | 95,37 / 100,00 | 7 / 7    |
| Guilhadeses e Santar                               |                  | Partido Social Democrata | 87,76 / 100,00 | 9 / 9    |
| Jolda (Madalena) e Rio Cabrão                      |                  | Partido Social Democrata | 48,74 / 100,00 | 4 / 7    |
| Jolda (São Paio)                                   |                  | Partido Socialista       | 57,36 / 100,00 | 4 / 7    |
| Miranda                                            |                  | Grupo de Cidadãos        | 56,68 / 100,00 | 4 / 7    |
| Monte Redondo                                      |                  | Partido Social Democrata | 94,38 / 100,00 | 7 / 7    |
| Oliveira                                           |                  | Partido Social Democrata | 86,79 / 100,00 | 7 / 7    |
| Paçô                                               |                  | Partido Social Democrata | 43,62 / 100,00 | 4 / 9    |
| Padreiro (Salvador e Santa Cristina)               |                  | Partido Social Democrata | 67,99 / 100,00 | 5 / 7    |
| Padroso                                            |                  | Grupo de Cidadãos        | 79,50 / 100,00 | 7 / 7    |
| Portela e Extremo                                  |                  | Partido Social Democrata | 91,81 / 100,00 | 7 / 7    |
| Prozelo                                            |                  | Partido Social Democrata | 91,16 / 100,00 | 7 / 7    |
| Rio de Moinhos                                     |                  | Partido Social Democrata | 96,99 / 100,00 | 7 / 7    |
| Rio Frio                                           |                  | Partido Social Democrata | 73,61 / 100,00 | 7 / 7    |
| Sabadim                                            |                  | Partido Social Democrata | 66,55 / 100,00 | 5 / 7    |
| São Jorge e Ermelo                                 |                  | Grupo de Cidadãos        | 34,42 / 100,00 | 3 / 9    |
| Senharei                                           |                  | Partido Social Democrata | 89,78 / 100,00 | 7 / 7    |
| Sistelo                                            |                  | Partido Social Democrata | 92,66 / 100,00 | 7 / 7    |
| Soajo                                              |                  | Partido Social Democrata | 40,24 / 100,00 | 4 / 9    |
| Souto e Tabaçô                                     |                  | Partido Social Democrata | 43,72 / 100,00 | 3 / 7    |
| Távora (Santa Maria e São Vicente)                 |                  | Partido Socialista       | 54,17 / 100,00 | 5 / 9    |
| Vale                                               |                  | Grupo de Cidadãos        | 83,02 / 100,00 | 7 / 7    |
| Vilela, São Cosme e São Damião e Sá                |                  | Partido Social Democrata | 85,28 / 100,00 | 7 / 7    |

### Caminha

#### Câmara Municipal
| Partido                 | Partido                        | Votos  | %               | +/-  | Vereadores | +/-     |
| ----------------------- | ------------------------------ | ------ | --------------- | ---- | ---------- | ------- |
|                         | Partido Socialista             | 5 707  | 53,15 / 100,00  | 5,64 | 4 / 7      | Estável |
|                         | Partido Social Democrata       | 4 202  | 39,14 / 100,00  | 5,89 | 3 / 7      | Estável |
|                         | Coligação Democrática Unitária | 298    | 2,78 / 100,00   | 1,26 | 0 / 7      | Estável |
|                         | CDS – Partido Popular          | 139    | 1,29 / 100,00   | -    | 0 / 7      | -       |
| Votos Inválidos         | Votos Inválidos                | 391    | 3,64 / 100,00   | 0,22 |            |         |
| Total                   | Total                          | 10 737 | 100,00 / 100,00 |      | 7 / 7      |         |
| Eleitorado/Participação | Eleitorado/Participação        | 16 673 | 64,40 / 100,00  | 0,22 |            |         |

| Freguesia                     | %     | %     | %    | %    | Votantes |
| Freguesia                     | PS    | PSD   | CDU  | CDS  | Votantes |
| ----------------------------- | ----- | ----- | ---- | ---- | -------- |
| Âncora                        | 48,93 | 42,93 | 3,20 | 2,13 | 750      |
| Arga (Baixo, Cima e São João) | 40,00 | 55,17 | 2,07 | 2,07 | 145      |
| Argela                        | 56,12 | 37,41 | 2,16 | 0,36 | 278      |
| Caminha (Matriz) e Vilarelho  | 55,99 | 36,36 | 3,31 | 0,84 | 1 661    |
| Dem                           | 47,24 | 48,82 | 0    | 0,79 | 254      |
| Gondar e Orbacém              | 69,04 | 25,70 | 0,93 | 0,93 | 323      |
| Lanhelas                      | 67,60 | 26,36 | 0,74 | 1,18 | 679      |
| Moledo e Cristelo             | 64,95 | 26,19 | 3,71 | 1,71 | 1 050    |
| Riba de Âncora                | 54,03 | 38,65 | 2,63 | 1,50 | 533      |
| Seixas                        | 60,87 | 30,32 | 2,63 | 1,60 | 874      |
| Venade e Azevedo              | 50,31 | 42,94 | 1,69 | 0,92 | 652      |
| Vila Praia de Âncora          | 41,39 | 51,25 | 2,49 | 1,07 | 2 810    |
| Vilar de Mouros               | 62,45 | 24,12 | 7,78 | 1,95 | 514      |
| Vile                          | 37,38 | 54,21 | 2,34 | 2,80 | 214      |
| Caminha                       | 53,15 | 39,14 | 2,78 | 1,29 | 10 737   |

#### Assembleia Municipal
| Partido                 | Partido                        | Votos  | %               | +/-  | Deputados | +/-     |
| ----------------------- | ------------------------------ | ------ | --------------- | ---- | --------- | ------- |
|                         | Partido Socialista             | 5 301  | 49,37 / 100,00  | 3,73 | 11 / 21   | 1       |
|                         | Partido Social Democrata       | 4 250  | 39,58 / 100,00  | 3,90 | 9 / 21    | 1       |
|                         | Coligação Democrática Unitária | 745    | 6,94 / 100,00   | 0,14 | 1 / 21    | Estável |
| Votos Inválidos         | Votos Inválidos                | 441    | 4,10 / 100,00   | 0,02 |           |         |
| Total                   | Total                          | 10 737 | 100,00 / 100,00 |      | 21 / 21   |         |
| Eleitorado/Participação | Eleitorado/Participação        | 16 673 | 64,40 / 100,00  | 0,13 |           |         |

| Freguesia                     | %     | %     | %     | Votantes |
| Freguesia                     | PS    | PSD   | CDU   | Votantes |
| ----------------------------- | ----- | ----- | ----- | -------- |
| Âncora                        | 45,66 | 44,46 | 7,21  | 749      |
| Arga (Baixo, Cima e São João) | 37,24 | 58,62 | 2,07  | 145      |
| Argela                        | 51,08 | 43,88 | 0     | 278      |
| Caminha (Matriz) e Vilarelho  | 53,28 | 34,56 | 8,31  | 1 661    |
| Dem                           | 43,31 | 51,97 | 1,18  | 254      |
| Gondar e Orbacém              | 68,42 | 27,24 | 2,17  | 323      |
| Lanhelas                      | 65,24 | 27,69 | 3,39  | 679      |
| Moledo e Cristelo             | 60,00 | 26,38 | 9,62  | 1 050    |
| Riba de Âncora                | 50,56 | 40,26 | 5,43  | 534      |
| Seixas                        | 57,55 | 31,01 | 6,06  | 874      |
| Venade e Azevedo              | 49,39 | 42,48 | 3,68  | 652      |
| Vila Praia de Âncora          | 37,62 | 51,25 | 6,83  | 2 810    |
| Vilar de Mouros               | 49,03 | 24,12 | 20,62 | 514      |
| Vile                          | 32,71 | 57,94 | 5,61  | 214      |
| Caminha                       | 49,37 | 39,58 | 6,94  | 10 737   |

#### Juntas de Freguesia
| Partido                 | Partido                        | Votos  | %               | +/-  | Presidentes | +/-     | Mandatos  | +/- |
| ----------------------- | ------------------------------ | ------ | --------------- | ---- | ----------- | ------- | --------- | --- |
|                         | Partido Socialista             | 4 640  | 43,22 / 100,00  | 1,67 | 6 / 14      | Estável | 44 / 108  | 1   |
|                         | Partido Social Democrata       | 4 392  | 40,91 / 100,00  | 6,54 | 4 / 14      | 1       | 42 / 108  | 2   |
|                         | Grupo de Cidadãos              | 651    | 6,06 / 100,00   | 6,84 | 3 / 14      | 1       | 17 / 108  | 6   |
|                         | Coligação Democrática Unitária | 604    | 5,63 / 100,00   | 0,66 | 1 / 14      | Estável | 5 / 108   | 3   |
| Votos Inválidos         | Votos Inválidos                | 449    | 4,18 / 100,00   | 2,02 |             |         |           |     |
| Total                   | Total                          | 10 736 | 100,00 / 100,00 |      | 14 / 14     |         | 108 / 108 | 2   |
| Eleitorado/Participação | Eleitorado/Participação        | 16 673 | 64,39 / 100,00  | 0,37 |             |         |           |     |

| Freguesia                     | Partido Vencedor | Partido Vencedor               | %              | Mandatos |
| ----------------------------- | ---------------- | ------------------------------ | -------------- | -------- |
| Âncora                        |                  | Partido Socialista             | 47,33 / 100,00 | 5 / 9    |
| Arga (Baixo, Cima e São João) |                  | Grupo de Cidadãos              | 82,07 / 100,00 | 7 / 7    |
| Argela                        |                  | Partido Socialista             | 51,44 / 100,00 | 4 / 7    |
| Caminha (Matriz) e Vilarelho  |                  | Partido Socialista             | 56,89 / 100,00 | 6 / 9    |
| Dem                           |                  | Partido Social Democrata       | 54,33 / 100,00 | 4 / 7    |
| Gondar e Orbacém              |                  | Grupo de Cidadãos              | 72,76 / 100,00 | 6 / 7    |
| Lanhelas                      |                  | Partido Socialista             | 70,54 / 100,00 | 5 / 7    |
| Moledo e Cristelo             |                  | Partido Socialista             | 64,29 / 100,00 | 6 / 9    |
| Riba de Âncora                |                  | Grupo de Cidadãos              | 55,72 / 100,00 | 4 / 7    |
| Seixas                        |                  | Partido Socialista             | 53,09 / 100,00 | 5 / 9    |
| Venade e Azevedo              |                  | Partido Social Democrata       | 53,22 / 100,00 | 4 / 7    |
| Vila Praia de Âncora          |                  | Partido Social Democrata       | 57,09 / 100,00 | 6 / 9    |
| Vilar de Mouros               |                  | Coligação Democrática Unitária | 49,32 / 100,00 | 4 / 7    |
| Vile                          |                  | Partido Social Democrata       | 65,42 / 100,00 | 5 / 7    |

### Melgaço

#### Câmara Municipal
| Partido                 | Partido                        | Votos  | %               | +/-  | Vereadores | +/-     |
| ----------------------- | ------------------------------ | ------ | --------------- | ---- | ---------- | ------- |
|                         | Partido Socialista             | 3 052  | 59,98 / 100,00  | 3,09 | 5 / 7      | Estável |
|                         | PSD-CDS                        | 1 648  | 32,39 / 100,00  | -    | 2 / 7      | -       |
|                         | Coligação Democrática Unitária | 119    | 2,34 / 100,00   | 0,15 | 0 / 7      | Estável |
| Votos Inválidos         | Votos Inválidos                | 269    | 5,29 / 100,00   | 0,89 |            |         |
| Total                   | Total                          | 5 088  | 100,00 / 100,00 |      | 7 / 7      |         |
| Eleitorado/Participação | Eleitorado/Participação        | 11 031 | 46,12 / 100,00  | 2,87 |            |         |

| Freguesia                         | %     | %        | %    | Votantes |
| Freguesia                         | PS    | PSD- CDS | CDU  | Votantes |
| --------------------------------- | ----- | -------- | ---- | -------- |
| Alvaredo                          | 65,95 | 27,91    | 1,84 | 326      |
| Castro Laboreiro e Lamas de Mouro | 70,65 | 16,67    | 4,23 | 402      |
| Chaviães e Paços                  | 73,56 | 22,60    | 0,72 | 416      |
| Cousso                            | 62,94 | 26,57    | 2,10 | 143      |
| Cristóval                         | 55,50 | 36,32    | 1,79 | 391      |
| Fiães                             | 77,78 | 14,14    | 3,03 | 99       |
| Gave                              | 62,50 | 34,38    | 1,25 | 160      |
| Paderne                           | 50,59 | 36,94    | 2,97 | 674      |
| Parada do Monte e Cubalhão        | 60,62 | 33,22    | 2,74 | 292      |
| Penso                             | 66,11 | 28,52    | 1,34 | 298      |
| Prado e Remoães                   | 55,21 | 37,73    | 2,15 | 326      |
| São Paio                          | 71,10 | 23,53    | 1,28 | 391      |
| Vila e Roussas                    | 50,43 | 42,82    | 2,91 | 1 170    |
| Melgaço                           | 59,98 | 32,39    | 2,34 | 5 088    |

#### Assembleia Municipal
| Partido                 | Partido                        | Votos  | %               | +/-  | Deputados | +/-     |
| ----------------------- | ------------------------------ | ------ | --------------- | ---- | --------- | ------- |
|                         | Partido Socialista             | 2 962  | 58,22 / 100,00  | 2,51 | 13 / 21   | 1       |
|                         | PSD-CDS                        | 1 776  | 34,91 / 100,00  | -    | 8 / 21    | -       |
|                         | Coligação Democrática Unitária | 105    | 2,06 / 100,00   | 1,42 | 0 / 21    | Estável |
| Votos Inválidos         | Votos Inválidos                | 245    | 4,82 / 100,00   | 1,46 |           |         |
| Total                   | Total                          | 5 088  | 100,00 / 100,00 |      | 21 / 21   |         |
| Eleitorado/Participação | Eleitorado/Participação        | 11 031 | 46,12 / 100,00  | 2,87 |           |         |

| Freguesia                         | %     | %        | %    | Votantes |
| Freguesia                         | PS    | PSD- CDS | CDU  | Votantes |
| --------------------------------- | ----- | -------- | ---- | -------- |
| Alvaredo                          | 65,95 | 28,53    | 2,15 | 326      |
| Castro Laboreiro e Lamas de Mouro | 69,65 | 18,91    | 3,23 | 402      |
| Chaviães e Paços                  | 72,36 | 23,56    | 0,72 | 416      |
| Cousso                            | 62,94 | 29,37    | 0,70 | 143      |
| Cristóval                         | 53,96 | 40,15    | 1,02 | 391      |
| Fiães                             | 76,77 | 18,18    | 2,02 | 99       |
| Gave                              | 58,75 | 39,38    | 0    | 160      |
| Paderne                           | 48,96 | 37,69    | 3,26 | 674      |
| Parada do Monte e Cubalhão        | 58,22 | 38,01    | 1,03 | 292      |
| Penso                             | 64,43 | 31,21    | 1,34 | 298      |
| Prado e Remoães                   | 53,99 | 38,34    | 3,07 | 326      |
| São Paio                          | 68,29 | 26,09    | 1,28 | 391      |
| Vila e Roussas                    | 47,86 | 46,50    | 2,65 | 1 170    |
| Melgaço                           | 58,22 | 34,91    | 2,06 | 5 088    |

#### Juntas de Freguesia
| Partido                 | Partido                        | Votos  | %               | +/-  | Presidentes | +/-     | Mandatos | +/-     |
| ----------------------- | ------------------------------ | ------ | --------------- | ---- | ----------- | ------- | -------- | ------- |
|                         | Partido Socialista             | 3 108  | 61,08 / 100,00  | 0,49 | 12 / 13     | 1       | 70 / 95  | 1       |
|                         | PSD-CDS                        | 1 149  | 22,58 / 100,00  | -    | 0 / 13      | -       | 17 / 95  | -       |
|                         | Grupo de Cidadãos              | 564    | 11,08 / 100,00  | 8,14 | 1 / 13      | 1       | 8 / 95   | 5       |
|                         | Coligação Democrática Unitária | 29     | 0,57 / 100,00   | 0,22 | 0 / 13      | Estável | 0 / 95   | Estável |
| Votos Inválidos         | Votos Inválidos                | 238    | 4,68 / 100,00   | 0,61 |             |         |          |         |
| Total                   | Total                          | 5 088  | 100,00 / 100,00 |      | 13 / 13     |         | 95 / 95  | 6       |
| Eleitorado/Participação | Eleitorado/Participação        | 11 031 | 46,12 / 100,00  | 2,98 |             |         |          |         |

| Freguesia                         | Partido Vencedor | Partido Vencedor   | %              | Mandatos |
| --------------------------------- | ---------------- | ------------------ | -------------- | -------- |
| Alvaredo                          |                  | Partido Socialista | 70,86 / 100,00 | 5 / 7    |
| Castro Laboreiro e Lamas de Mouro |                  | Partido Socialista | 59,20 / 100,00 | 5 / 7    |
| Chaviães e Paços                  |                  | Partido Socialista | 83,41 / 100,00 | 6 / 7    |
| Cousso                            |                  | Partido Socialista | 86,71 / 100,00 | 7 / 7    |
| Cristóval                         |                  | Partido Socialista | 50,38 / 100,00 | 4 / 7    |
| Fiães                             |                  | Partido Socialista | 91,92 / 100,00 | 7 / 7    |
| Gave                              |                  | Partido Socialista | 69,38 / 100,00 | 5 / 7    |
| Paderne                           |                  | Grupo de Cidadãos  | 34,87 / 100,00 | 3 / 9    |
| Parada do Monte e Cubalhão        |                  | Partido Socialista | 83,90 / 100,00 | 7 / 7    |
| Penso                             |                  | Partido Socialista | 70,81 / 100,00 | 5 / 7    |
| Prado e Remoães                   |                  | Partido Socialista | 64,72 / 100,00 | 5 / 7    |
| São Paio                          |                  | Partido Socialista | 75,70 / 100,00 | 6 / 7    |
| Vila e Roussas                    |                  | Partido Socialista | 49,83 / 100,00 | 5 / 9    |

### Monção

#### Câmara Municipal
| Partido                 | Partido                        | Votos  | %               | +/-   | Vereadores | +/-     |
| ----------------------- | ------------------------------ | ------ | --------------- | ----- | ---------- | ------- |
|                         | Partido Social Democrata       | 5 774  | 47,01 / 100,00  | 9,09  | 4 / 7      | 1       |
|                         | Partido Socialista             | 5 282  | 43,00 / 100,00  | 5,04  | 3 / 7      | Estável |
|                         | CDS – Partido Popular          | 605    | 4,93 / 100,00   | 12,84 | 0 / 7      | 1       |
|                         | Coligação Democrática Unitária | 128    | 1,04 / 100,00   | 0,61  | 0 / 7      | Estável |
| Votos Inválidos         | Votos Inválidos                | 494    | 4,02 / 100,00   | 0,67  |            |         |
| Total                   | Total                          | 12 283 | 100,00 / 100,00 |       | 7 / 7      |         |
| Eleitorado/Participação | Eleitorado/Participação        | 20 442 | 60,09 / 100,00  | 0,89  |            |         |

| Freguesia                 | %     | %     | %     | %    | Votantes |
| Freguesia                 | PSD   | PS    | CDS   | CDU  | Votantes |
| ------------------------- | ----- | ----- | ----- | ---- | -------- |
| Abedim                    | 59,85 | 27,74 | 2,92  | 0    | 137      |
| Anhões e Luzio            | 63,81 | 29,05 | 2,86  | 0,48 | 210      |
| Barbeita                  | 57,91 | 32,52 | 4,00  | 1,57 | 575      |
| Barroças e Taias          | 46,89 | 41,63 | 7,18  | 0    | 209      |
| Bela                      | 37,88 | 44,89 | 11,02 | 1,20 | 499      |
| Cambeses                  | 45,07 | 49,86 | 2,54  | 0,56 | 355      |
| Ceivães e Badim           | 43,38 | 51,12 | 1,63  | 1,02 | 491      |
| Lara                      | 57,89 | 32,16 | 4,68  | 1,75 | 171      |
| Longos Vales              | 48,75 | 38,91 | 7,34  | 0,63 | 640      |
| Mazedo e Cortes           | 37,14 | 53,50 | 3,88  | 1,66 | 1 987    |
| Merufe                    | 51,46 | 38,76 | 5,16  | 0,40 | 756      |
| Messegães, Valadares e Sá | 50,61 | 42,30 | 1,96  | 0,98 | 409      |
| Monção e Troviscoso       | 40,14 | 49,18 | 5,32  | 1,44 | 1 881    |
| Moreira                   | 54,12 | 33,76 | 7,73  | 0,77 | 388      |
| Pias                      | 52,53 | 38,99 | 3,61  | 0,36 | 554      |
| Pinheiros                 | 44,80 | 42,65 | 8,24  | 1,08 | 279      |
| Podame                    | 43,35 | 48,28 | 3,45  | 0    | 203      |
| Portela                   | 48,19 | 40,96 | 4,22  | 1,20 | 166      |
| Riba de Mouro             | 69,72 | 22,59 | 3,27  | 0,33 | 611      |
| Sago, Lordelo e Parada    | 58,50 | 36,89 | 1,44  | 0,29 | 347      |
| Segude                    | 46,38 | 40,22 | 7,97  | 1,09 | 276      |
| Tangil                    | 54,46 | 31,69 | 9,84  | 1,09 | 549      |
| Troporiz e Lapela         | 28,80 | 60,87 | 3,26  | 1,36 | 368      |
| Trute                     | 49,10 | 41,44 | 2,70  | 1,80 | 222      |
| Monção                    | 47,01 | 43,00 | 4,93  | 1,04 | 12 283   |

#### Assembleia Municipal
| Partido                 | Partido                        | Votos  | %               | +/-  | Deputados | +/-     |
| ----------------------- | ------------------------------ | ------ | --------------- | ---- | --------- | ------- |
|                         | Partido Social Democrata       | 5 480  | 44,61 / 100,00  | 8,15 | 12 / 25   | 2       |
|                         | Partido Socialista             | 5 037  | 41,01 / 100,00  | 6,40 | 11 / 25   | 2       |
|                         | CDS – Partido Popular          | 1 027  | 8,36 / 100,00   | 9,52 | 2 / 25    | 3       |
|                         | Coligação Democrática Unitária | 192    | 1,56 / 100,00   | 0,59 | 0 / 25    | Estável |
| Votos Inválidos         | Votos Inválidos                | 547    | 4,45 / 100,00   | 0,92 |           |         |
| Total                   | Total                          | 12 283 | 100,00 / 100,00 |      | 25 / 25   |         |
| Eleitorado/Participação | Eleitorado/Participação        | 20 442 | 60,09 / 100,00  | 0,94 |           |         |

| Freguesia                 | %     | %     | %     | %    | Votantes |
| Freguesia                 | PSD   | PS    | CDS   | CDU  | Votantes |
| ------------------------- | ----- | ----- | ----- | ---- | -------- |
| Abedim                    | 62,04 | 25,55 | 2,92  | 0,73 | 137      |
| Anhões e Luzio            | 64,29 | 26,19 | 3,81  | 0,95 | 210      |
| Barbeita                  | 52,00 | 35,83 | 5,74  | 1,74 | 575      |
| Barroças e Taias          | 49,28 | 38,76 | 7,66  | 0,48 | 209      |
| Bela                      | 33,07 | 37,47 | 21,84 | 1,60 | 499      |
| Cambeses                  | 41,97 | 47,04 | 7,04  | 0,85 | 355      |
| Ceivães e Badim           | 40,53 | 51,12 | 2,85  | 1,83 | 491      |
| Lara                      | 56,73 | 32,16 | 5,85  | 0,58 | 171      |
| Longos Vales              | 44,69 | 39,22 | 10,31 | 0,78 | 640      |
| Mazedo e Cortes           | 34,88 | 50,03 | 8,56  | 2,42 | 1 987    |
| Merufe                    | 51,92 | 33,55 | 8,98  | 1,19 | 757      |
| Messegães, Valadares e Sá | 50,61 | 39,12 | 3,91  | 1,47 | 409      |
| Monção e Troviscoso       | 36,76 | 46,54 | 10,16 | 2,50 | 1 880    |
| Moreira                   | 50,77 | 31,19 | 12,11 | 0,77 | 388      |
| Pias                      | 50,90 | 36,10 | 5,96  | 1,44 | 554      |
| Pinheiros                 | 43,73 | 40,50 | 10,75 | 1,08 | 279      |
| Podame                    | 42,86 | 43,35 | 9,36  | 0,49 | 203      |
| Portela                   | 40,36 | 43,98 | 9,04  | 1,20 | 166      |
| Riba de Mouro             | 69,07 | 20,62 | 3,60  | 0,65 | 611      |
| Sago, Lordelo e Parada    | 56,77 | 38,33 | 2,88  | 0    | 347      |
| Segude                    | 49,28 | 43,12 | 3,62  | 1,45 | 276      |
| Tangil                    | 49,91 | 30,42 | 15,48 | 1,09 | 549      |
| Troporiz e Lapela         | 24,18 | 64,13 | 4,08  | 1,63 | 368      |
| Trute                     | 47,30 | 40,54 | 4,95  | 2,25 | 222      |
| Monção                    | 44,61 | 41,01 | 8,36  | 1,56 | 12 283   |

#### Juntas de Freguesia
| Partido                 | Partido                        | Votos  | %               | +/-  | Presidentes | +/-     | Mandatos  | +/-     |
| ----------------------- | ------------------------------ | ------ | --------------- | ---- | ----------- | ------- | --------- | ------- |
|                         | Partido Social Democrata       | 4 457  | 36,32 / 100,00  | 9,08 | 10 / 24     | 2       | 82 / 180  | 27      |
|                         | Partido Socialista             | 3 671  | 29,91 / 100,00  | 1,88 | 6 / 24      | 2       | 43 / 180  | 18      |
|                         | Grupo de Cidadãos              | 2 656  | 21,64 / 100,00  | 1,88 | 8 / 24      | Estável | 52 / 180  | 1       |
|                         | CDS – Partido Popular          | 579    | 4,72 / 100,00   | 3,78 | 0 / 24      | Estável | 3 / 180   | 8       |
|                         | Coligação Democrática Unitária | 39     | 0,32 / 100,00   | 1,57 | 0 / 24      | Estável | 0 / 180   | Estável |
| Votos Inválidos         | Votos Inválidos                | 871    | 7,40 / 100,00   | 0,34 |             |         |           |         |
| Total                   | Total                          | 12 273 | 100,00 / 100,00 |      | 24 / 24     |         | 180 / 180 |         |
| Eleitorado/Participação | Eleitorado/Participação        | 20 442 | 60,04 / 100,00  | 0,85 |             |         |           |         |

| Freguesia                 | Partido Vencedor | Partido Vencedor         | %              | Mandatos |
| ------------------------- | ---------------- | ------------------------ | -------------- | -------- |
| Abedim                    |                  | Partido Social Democrata | 79,56 / 100,00 | 7 / 7    |
| Anhões e Luzio            |                  | Partido Social Democrata | 62,86 / 100,00 | 5 / 7    |
| Barbeita                  |                  | Grupo de Cidadãos        | 57,39 / 100,00 | 6 / 9    |
| Barroças e Taias          |                  | Grupo de Cidadãos        | 71,29 / 100,00 | 7 / 7    |
| Bela                      |                  | Grupo de Cidadãos        | 41,28 / 100,00 | 3 / 7    |
| Cambeses                  |                  | Partido Socialista       | 52,96 / 100,00 | 4 / 7    |
| Ceivães e Badim           |                  | Partido Socialista       | 54,79 / 100,00 | 4 / 7    |
| Lara                      |                  | Partido Social Democrata | 80,12 / 100,00 | 7 / 7    |
| Longos Vales              |                  | Partido Social Democrata | 41,09 / 100,00 | 4 / 9    |
| Mazedo e Cortes           |                  | Partido Socialista       | 65,37 / 100,00 | 7 / 9    |
| Merufe                    |                  | Grupo de Cidadãos        | 48,61 / 100,00 | 5 / 9    |
| Messegães, Valadares e Sá |                  | Partido Social Democrata | 53,06 / 100,00 | 4 / 7    |
| Monção e Troviscoso       |                  | Partido Socialista       | 46,15 / 100,00 | 5 / 9    |
| Moreira                   |                  | Grupo de Cidadãos        | 82,47 / 100,00 | 7 / 7    |
| Pias                      |                  | Grupo de Cidadãos        | 79,42 / 100,00 | 7 / 7    |
| Pinheiros                 |                  | Grupo de Cidadãos        | 60,57 / 100,00 | 4 / 7    |
| Podame                    |                  | Partido Social Democrata | 74,38 / 100,00 | 7 / 7    |
| Portela                   |                  | Partido Social Democrata | 58,43 / 100,00 | 4 / 7    |
| Riba de Mouro             |                  | Partido Social Democrata | 88,71 / 100,00 | 9 / 9    |
| Sago, Lordelo e Parada    |                  | Partido Social Democrata | 51,01 / 100,00 | 4 / 7    |
| Segude                    |                  | Partido Socialista       | 51,81 / 100,00 | 4 / 7    |
| Tangil                    |                  | Partido Social Democrata | 52,09 / 100,00 | 4 / 7    |
| Troporiz e Lapela         |                  | Partido Socialista       | 64,40 / 100,00 | 5 / 7    |
| Trute                     |                  | Grupo de Cidadãos        | 59,01 / 100,00 | 4 / 7    |

### Paredes de Coura

#### Câmara Municipal
| Partido                 | Partido                        | Votos | %               | +/-   | Vereadores | +/-     |
| ----------------------- | ------------------------------ | ----- | --------------- | ----- | ---------- | ------- |
|                         | Partido Socialista             | 4 284 | 76,58 / 100,00  | 23,18 | 5 / 5      | 2       |
|                         | Partido Social Democrata       | 807   | 14,43 / 100,00  | 22,04 | 0 / 5      | 2       |
|                         | Coligação Democrática Unitária | 262   | 4,68 / 100,00   | 0,38  | 0 / 5      | Estável |
| Votos Inválidos         | Votos Inválidos                | 241   | 4,31 / 100,00   | 0,55  |            |         |
| Total                   | Total                          | 5 594 | 100,00 / 100,00 |       | 5 / 5      |         |
| Eleitorado/Participação | Eleitorado/Participação        | 9 092 | 61,53 / 100,00  | 4,03  |            |         |

| Freguesia                  | %     | %     | %    | Votantes |
| Freguesia                  | PS    | PSD   | CDU  | Votantes |
| -------------------------- | ----- | ----- | ---- | -------- |
| Agualonga                  | 79,71 | 12,56 | 1,45 | 207      |
| Bico e Cristelo            | 81,75 | 12,00 | 2,00 | 400      |
| Castanheira                | 76,81 | 15,96 | 2,99 | 401      |
| Cossourado e Linhares      | 72,04 | 18,01 | 6,72 | 372      |
| Coura                      | 81,65 | 15,11 | 0,72 | 278      |
| Cunha                      | 81,40 | 14,39 | 1,75 | 285      |
| Formariz e Ferreira        | 75,48 | 8,71  | 9,52 | 620      |
| Infesta                    | 66,67 | 23,22 | 4,12 | 267      |
| Insalde e Porreiras        | 84,50 | 9,96  | 1,48 | 271      |
| Mozelos                    | 87,85 | 5,67  | 2,43 | 247      |
| Padornelo                  | 83,82 | 8,09  | 3,31 | 272      |
| Parada                     | 70,00 | 24,00 | 2,00 | 200      |
| Paredes de Coura e Resende | 74,28 | 13,65 | 8,02 | 1 209    |
| Romarigães                 | 83,78 | 10,81 | 3,38 | 148      |
| Rubiães                    | 71,43 | 22,62 | 2,38 | 252      |
| Vascões                    | 57,58 | 32,73 | 3,64 | 165      |
| Paredes de Coura           | 76,58 | 14,43 | 4,68 | 5 594    |

#### Assembleia Municipal
| Partido                 | Partido                        | Votos | %               | +/-   | Deputados | +/- |
| ----------------------- | ------------------------------ | ----- | --------------- | ----- | --------- | --- |
|                         | Partido Socialista             | 3 760 | 67,23 / 100,00  | 23,08 | 13 / 17   | 5   |
|                         | Partido Social Democrata       | 1 043 | 18,65 / 100,00  | 16,11 | 3 / 17    | 4   |
|                         | Coligação Democrática Unitária | 367   | 6,56 / 100,00   | 7,27  | 1 / 17    | 1   |
|                         | Bloco de Esquerda              | 155   | 2,77 / 100,00   | -     | 0 / 17    | -   |
| Votos Inválidos         | Votos Inválidos                | 268   | 4,79 / 100,00   | 0,45  |           |     |
| Total                   | Total                          | 5 593 | 100,00 / 100,00 |       | 17 / 17   |     |
| Eleitorado/Participação | Eleitorado/Participação        | 9 092 | 61,52 / 100,00  | 4,02  |           |     |

| Freguesia                  | %     | %     | %     | %    | Votantes |
| Freguesia                  | PS    | PSD   | CDU   | BE   | Votantes |
| -------------------------- | ----- | ----- | ----- | ---- | -------- |
| Agualonga                  | 75,36 | 14,01 | 1,93  | 1,45 | 207      |
| Bico e Cristelo            | 74,25 | 13,50 | 3,50  | 3,75 | 400      |
| Castanheira                | 67,33 | 22,44 | 3,74  | 1,75 | 401      |
| Cossourado e Linhares      | 63,44 | 20,43 | 5,38  | 6,18 | 372      |
| Coura                      | 77,70 | 18,35 | 0,36  | 0,72 | 278      |
| Cunha                      | 71,23 | 21,05 | 1,75  | 1,05 | 285      |
| Formariz e Ferreira        | 66,13 | 12,42 | 13,55 | 2,90 | 620      |
| Infesta                    | 58,65 | 27,82 | 6,39  | 1,88 | 266      |
| Insalde e Porreiras        | 76,38 | 13,65 | 2,95  | 2,95 | 271      |
| Mozelos                    | 74,49 | 11,74 | 5,26  | 2,43 | 247      |
| Padornelo                  | 77,21 | 11,40 | 5,15  | 1,10 | 272      |
| Parada                     | 59,50 | 24,00 | 4,00  | 7,50 | 200      |
| Paredes de Coura e Resende | 59,97 | 20,43 | 11,91 | 2,81 | 1 209    |
| Romarigães                 | 81,76 | 10,81 | 3,38  | 1,35 | 148      |
| Rubiães                    | 66,27 | 24,21 | 3,57  | 1,98 | 252      |
| Vascões                    | 50,30 | 38,18 | 3,64  | 3,64 | 165      |
| Paredes de Coura           | 67,23 | 18,65 | 6,56  | 2,77 | 5 593    |

#### Juntas de Freguesia
| Partido                 | Partido                        | Votos | %               | +/-   | Presidentes | +/-     | Mandatos  | +/- |
| ----------------------- | ------------------------------ | ----- | --------------- | ----- | ----------- | ------- | --------- | --- |
|                         | Partido Socialista             | 3 556 | 63,57 / 100,00  | 14,33 | 13 / 16     | 3       | 85 / 116  | 24  |
|                         | Grupo de Cidadãos              | 844   | 15,09 / 100,00  | -     | 2 / 16      | -       | 15 / 116  | -   |
|                         | Partido Social Democrata       | 470   | 8,40 / 100,00   | 33,03 | 1 / 16      | 5       | 14 / 116  | 36  |
|                         | Coligação Democrática Unitária | 234   | 4,18 / 100,00   | 0,06  | 0 / 16      | Estável | 2 / 116   | 1   |
|                         | Bloco de Esquerda              | 18    | 0,32 / 100,00   | -     | 0 / 16      | -       | 0 / 116   | -   |
| Votos Inválidos         | Votos Inválidos                | 472   | 8,44 / 100,00   | 4,13  |             |         |           |     |
| Total                   | Total                          | 5 594 | 100,00 / 100,00 |       | 16 / 16     |         | 116 / 116 |     |
| Eleitorado/Participação | Eleitorado/Participação        | 9 092 | 61,53 / 100,00  | 4,03  |             |         |           |     |

| Freguesia                  | Partido Vencedor | Partido Vencedor         | %              | Mandatos |
| -------------------------- | ---------------- | ------------------------ | -------------- | -------- |
| Agualonga                  |                  | Partido Socialista       | 86,96 / 100,00 | 7 / 7    |
| Bico e Cristelo            |                  | Partido Socialista       | 87,50 / 100,00 | 7 / 7    |
| Castanheira                |                  | Partido Socialista       | 60,35 / 100,00 | 5 / 7    |
| Cossourado e Linhares      |                  | Grupo de Cidadãos        | 55,11 / 100,00 | 4 / 7    |
| Coura                      |                  | Partido Socialista       | 78,42 / 100,00 | 6 / 7    |
| Cunha                      |                  | Partido Socialista       | 73,68 / 100,00 | 7 / 7    |
| Formariz e Ferreira        |                  | Partido Socialista       | 74,84 / 100,00 | 7 / 9    |
| Infesta                    |                  | Partido Socialista       | 58,05 / 100,00 | 4 / 7    |
| Insalde e Porreiras        |                  | Partido Socialista       | 88,93 / 100,00 | 7 / 7    |
| Mozelos                    |                  | Partido Socialista       | 76,92 / 100,00 | 6 / 7    |
| Padornelo                  |                  | Partido Socialista       | 86,76 / 100,00 | 7 / 7    |
| Parada                     |                  | Partido Socialista       | 46,50 / 100,00 | 4 / 7    |
| Paredes de Coura e Resende |                  | Partido Socialista       | 51,36 / 100,00 | 5 / 9    |
| Romarigães                 |                  | Partido Socialista       | 91,22 / 100,00 | 7 / 7    |
| Rubiães                    |                  | Grupo de Cidadãos        | 78,97 / 100,00 | 7 / 7    |
| Vascões                    |                  | Partido Social Democrata | 46,67 / 100,00 | 4 / 7    |

### Ponte da Barca

#### Câmara Municipal
| Partido                 | Partido                        | Votos  | %               | +/-   | Vereadores | +/-     |
| ----------------------- | ------------------------------ | ------ | --------------- | ----- | ---------- | ------- |
|                         | Partido Social Democrata       | 4 611  | 54,15 / 100,00  | 29,33 | 4 / 7      | 2       |
|                         | Partido Socialista             | 3 418  | 40,14 / 100,00  | 12,92 | 3 / 7      | 1       |
|                         | Coligação Democrática Unitária | 118    | 1,39 / 100,00   | 0,24  | 0 / 7      | Estável |
|                         | CDS – Partido Popular          | 109    | 1,28 / 100,00   | -     | 0 / 7      | -       |
| Votos Inválidos         | Votos Inválidos                | 260    | 3,05 / 100,00   | 0,93  |            |         |
| Total                   | Total                          | 8 516  | 100,00 / 100,00 |       | 7 / 7      |         |
| Eleitorado/Participação | Eleitorado/Participação        | 13 951 | 61,04 / 100,00  | 1,35  |            |         |

| Freguesia                                              | %     | %     | %    | %    | Votantes |
| Freguesia                                              | PSD   | PS    | CDU  | CDS  | Votantes |
| ------------------------------------------------------ | ----- | ----- | ---- | ---- | -------- |
| Azias                                                  | 83,71 | 13,57 | 0    | 0,90 | 221      |
| Boivães                                                | 54,07 | 42,28 | 0    | 0,81 | 246      |
| Bravães                                                | 64,76 | 28,04 | 1,99 | 0,74 | 403      |
| Britelo                                                | 47,12 | 46,30 | 1,37 | 1,37 | 365      |
| Crasto, Ruivos e Grovelas                              | 62,35 | 33,00 | 0,83 | 1,00 | 603      |
| Cuide de Vila Verde                                    | 65,70 | 28,93 | 1,65 | 2,07 | 242      |
| Entre Ambos-os-Rios, Ermida e Germil                   | 20,73 | 76,31 | 1,37 | 0,68 | 439      |
| Lavradas                                               | 67,51 | 28,19 | 1,19 | 0,89 | 674      |
| Lindoso                                                | 32,35 | 62,94 | 0,59 | 0,29 | 340      |
| Nogueira                                               | 60,76 | 31,33 | 0,95 | 3,80 | 316      |
| Oleiros                                                | 57,70 | 35,51 | 1,83 | 1,31 | 383      |
| Ponte da Barca, V.N. de Muía e Paço Vedro de Magalhães | 52,83 | 40,26 | 1,98 | 1,25 | 2 881    |
| Sampriz                                                | 56,19 | 30,00 | 2,38 | 6,19 | 210      |
| Touvedo                                                | 65,46 | 30,26 | 0,99 | 1,32 | 304      |
| Vade (São Pedro)                                       | 64,41 | 33,78 | 0    | 0    | 222      |
| Vade (São Tomé)                                        | 53,30 | 41,62 | 1,02 | 2,54 | 197      |
| Vila Chã                                               | 35,96 | 61,06 | 0,64 | 0,21 | 470      |
| Ponte da Barca                                         | 54,15 | 40,14 | 1,39 | 1,28 | 8 516    |

#### Assembleia Municipal
| Partido                 | Partido                        | Votos  | %               | +/-   | Deputados | +/-     |
| ----------------------- | ------------------------------ | ------ | --------------- | ----- | --------- | ------- |
|                         | Partido Social Democrata       | 4 188  | 49,19 / 100,00  | 22,78 | 11 / 21   | 5       |
|                         | Partido Socialista             | 3 617  | 42,48 / 100,00  | 6,01  | 9 / 21    | 2       |
|                         | Coligação Democrática Unitária | 451    | 5,30 / 100,00   | 0,52  | 1 / 21    | Estável |
| Votos Inválidos         | Votos Inválidos                | 258    | 3,03 / 100,00   | 1,00  |           |         |
| Total                   | Total                          | 8 514  | 100,00 / 100,00 |       | 21 / 21   |         |
| Eleitorado/Participação | Eleitorado/Participação        | 13 951 | 61,03 / 100,00  | 1,34  |           |         |

| Freguesia                                              | %     | %     | %    | Votantes |
| Freguesia                                              | PSD   | PS    | CDU  | Votantes |
| ------------------------------------------------------ | ----- | ----- | ---- | -------- |
| Azias                                                  | 81,90 | 13,57 | 1,36 | 221      |
| Boivães                                                | 52,85 | 42,68 | 0,81 | 246      |
| Bravães                                                | 57,57 | 32,75 | 5,71 | 403      |
| Britelo                                                | 43,29 | 46,85 | 4,93 | 365      |
| Crasto, Ruivos e Grovelas                              | 58,21 | 36,32 | 3,15 | 603      |
| Cuide de Vila Verde                                    | 61,16 | 33,47 | 2,89 | 242      |
| Entre Ambos-os-Rios, Ermida e Germil                   | 21,18 | 71,30 | 5,92 | 439      |
| Lavradas                                               | 64,54 | 30,27 | 2,97 | 674      |
| Lindoso                                                | 30,00 | 63,53 | 3,24 | 340      |
| Nogueira                                               | 61,08 | 30,38 | 5,38 | 316      |
| Oleiros                                                | 51,57 | 39,27 | 5,76 | 382      |
| Ponte da Barca, V.N. de Muía e Paço Vedro de Magalhães | 44,74 | 44,08 | 7,95 | 2 881    |
| Sampriz                                                | 53,81 | 32,38 | 7,14 | 210      |
| Touvedo                                                | 61,84 | 31,58 | 4,93 | 304      |
| Vade (São Pedro)                                       | 54,05 | 43,69 | 0,90 | 222      |
| Vade (São Tomé)                                        | 46,43 | 47,96 | 2,04 | 196      |
| Vila Chã                                               | 35,53 | 58,51 | 3,83 | 470      |
| Ponte da Barca                                         | 49,19 | 42,48 | 5,30 | 8 514    |

#### Juntas de Freguesia
| Partido                 | Partido                        | Votos  | %               | +/-   | Presidentes | +/-     | Mandatos  | +/-     |
| ----------------------- | ------------------------------ | ------ | --------------- | ----- | ----------- | ------- | --------- | ------- |
|                         | Partido Social Democrata       | 3 843  | 45,13 / 100,00  | 13,36 | 8 / 17      | 3       | 55 / 123  | 15      |
|                         | Partido Socialista             | 2 852  | 33,49 / 100,00  | 15,49 | 4 / 17      | 5       | 33 / 123  | 32      |
|                         | Grupo de Cidadãos              | 1 044  | 12,26 / 100,00  | 1,93  | 5 / 17      | 2       | 35 / 123  | 15      |
|                         | Coligação Democrática Unitária | 132    | 1,55 / 100,00   | 0,81  | 0 / 17      | Estável | 0 / 123   | Estável |
| Votos Inválidos         | Votos Inválidos                | 644    | 7,56 / 100,00   | 3,23  |             |         |           |         |
| Total                   | Total                          | 8 515  | 100,00 / 100,00 |       | 17 / 17     |         | 123 / 123 | 2       |
| Eleitorado/Participação | Eleitorado/Participação        | 13 951 | 61,04 / 100,00  | 1,35  |             |         |           |         |

| Freguesia                                              | Partido Vencedor | Partido Vencedor         | %              | Mandatos |
| ------------------------------------------------------ | ---------------- | ------------------------ | -------------- | -------- |
| Azias                                                  |                  | Grupo de Cidadãos        | 90,05 / 100,00 | 7 / 7    |
| Boivães                                                |                  | Partido Social Democrata | 52,44 / 100,00 | 4 / 7    |
| Bravães                                                |                  | Grupo de Cidadãos        | 67,99 / 100,00 | 7 / 7    |
| Britelo                                                |                  | Partido Socialista       | 48,77 / 100,00 | 4 / 7    |
| Crasto, Ruivos e Grovelas                              |                  | Partido Social Democrata | 78,28 / 100,00 | 9 / 9    |
| Cuide de Vila Verde                                    |                  | Partido Social Democrata | 81,40 / 100,00 | 7 / 7    |
| Entre Ambos-os-Rios, Ermida e Germil                   |                  | Partido Socialista       | 74,72 / 100,00 | 6 / 7    |
| Lavradas                                               |                  | Partido Social Democrata | 70,47 / 100,00 | 5 / 7    |
| Lindoso                                                |                  | Partido Socialista       | 72,35 / 100,00 | 5 / 7    |
| Nogueira                                               |                  | Partido Social Democrata | 67,09 / 100,00 | 5 / 7    |
| Oleiros                                                |                  | Grupo de Cidadãos        | 48,69 / 100,00 | 4 / 7    |
| Ponte da Barca, V.N. de Muía e Paço Vedro de Magalhães |                  | Partido Social Democrata | 46,51 / 100,00 | 5 / 9    |
| Sampriz                                                |                  | Grupo de Cidadãos        | 73,81 / 100,00 | 7 / 7    |
| Touvedo                                                |                  | Partido Social Democrata | 69,74 / 100,00 | 5 / 7    |
| Vade (São Pedro)                                       |                  | Partido Social Democrata | 60,36 / 100,00 | 4 / 7    |
| Vade (São Tomé)                                        |                  | Grupo de Cidadãos        | 72,59 / 100,00 | 7 / 7    |
| Vila Chã                                               |                  | Partido Socialista       | 67,66 / 100,00 | 5 / 7    |

### Ponte de Lima

#### Câmara Municipal
| Partido                 | Partido                                     | Votos  | %               | +/-  | Vereadores | +/-     |
| ----------------------- | ------------------------------------------- | ------ | --------------- | ---- | ---------- | ------- |
|                         | CDS – Partido Popular                       | 14 606 | 52,11 / 100,00  | 2,19 | 5 / 7      | Estável |
|                         | Ponte de Lima, Minha Terra (Apoiado por PS) | 6 631  | 23,66 / 100,00  | Novo | 2 / 7      | Novo    |
|                         | Partido Social Democrata                    | 2 888  | 10,30 / 100,00  | 5,55 | 0 / 7      | 1       |
|                         | Movimento 51                                | 1 985  | 7,08 / 100,00   | 4,97 | 0 / 7      | 1       |
|                         | Coligação Democrática Unitária              | 779    | 2,78 / 100,00   | 0,97 | 0 / 7      | Estável |
|                         | Partido Popular Monárquico                  | 142    | 0,51 / 100,00   | -    | 0 / 7      | -       |
| Votos Inválidos         | Votos Inválidos                             | 997    | 3,55 / 100,00   | 1,21 |            |         |
| Total                   | Total                                       | 28 028 | 100,00 / 100,00 |      | 7 / 7      |         |
| Eleitorado/Participação | Eleitorado/Participação                     | 42 009 | 66,72 / 100,00  | 2,75 |            |         |

| Freguesia                         | %     | %     | %     | %     | %    | %    | Votantes |
| Freguesia                         | CDS   | PLMT  | PSD   | M51   | CDU  | PPM  | Votantes |
| --------------------------------- | ----- | ----- | ----- | ----- | ---- | ---- | -------- |
| Anais                             | 71,58 | 16,49 | 4,42  | 4,69  | 0,94 | 0    | 746      |
| Arca e Ponte de Lima              | 30,89 | 36,30 | 12,25 | 11,58 | 5,29 | 0,50 | 2 383    |
| Arcozelo                          | 37,86 | 33,65 | 10,13 | 6,72  | 7,03 | 0,58 | 2 232    |
| Ardegão, Freixo e Mato            | 73,13 | 8,56  | 5,37  | 6,74  | 2,19 | 0,46 | 1 098    |
| A.F. Vale do Neiva                | 67,63 | 5,76  | 6,04  | 15,54 | 1,73 | 0,14 | 695      |
| Bárrio e Cepões                   | 61,34 | 21,09 | 5,27  | 5,45  | 2,81 | 1,23 | 569      |
| Beiral do Lima                    | 56,29 | 26,39 | 4,95  | 5,36  | 1,65 | 0,82 | 485      |
| Bertiandos                        | 62,30 | 4,59  | 24,59 | 2,30  | 1,64 | 1,31 | 305      |
| Boalhosa                          | 87,38 | 6,80  | 3,88  | 0     | 0    | 0,97 | 103      |
| Brandara                          | 56,10 | 21,60 | 9,41  | 8,01  | 2,09 | 1,05 | 287      |
| Cabaços e Fojo Lobal              | 68,02 | 19,97 | 3,57  | 4,55  | 0,65 | 0,16 | 616      |
| Cabração e Moreira do Lima        | 50,00 | 20,94 | 14,81 | 6,41  | 1,85 | 0,71 | 702      |
| Calheiros                         | 58,52 | 14,43 | 10,98 | 5,74  | 4,75 | 0,16 | 610      |
| Calvelo                           | 46,04 | 24,67 | 14,98 | 5,95  | 1,32 | 0,44 | 454      |
| Correlhã                          | 52,55 | 31,27 | 7,79  | 3,40  | 2,03 | 0,22 | 1 823    |
| Estorãos                          | 39,73 | 37,37 | 10,10 | 7,41  | 1,68 | 0,34 | 297      |
| Facha                             | 43,09 | 37,11 | 7,63  | 4,43  | 4,54 | 1,03 | 970      |
| Feitosa                           | 42,47 | 31,03 | 7,93  | 10,08 | 4,42 | 0,57 | 883      |
| Fontão                            | 68,67 | 15,39 | 4,69  | 4,95  | 1,61 | 0,13 | 747      |
| Fornelos e Queijada               | 62,28 | 15,50 | 11,88 | 4,90  | 2,09 | 0,27 | 1 103    |
| Friastelas                        | 71,43 | 11,20 | 4,76  | 8,40  | 1,12 | 0    | 357      |
| Gandra                            | 59,46 | 14,90 | 12,89 | 7,65  | 1,61 | 0,67 | 745      |
| Gemieira                          | 48,74 | 11,72 | 8,05  | 22,07 | 2,53 | 0,92 | 435      |
| Gondufe                           | 74,00 | 15,00 | 7,67  | 0,67  | 1,00 | 0,33 | 300      |
| Labruja                           | 57,56 | 15,12 | 10,47 | 7,56  | 2,91 | 0,29 | 344      |
| Labrujó, Rendufe e Vilar do Monte | 53,68 | 27,37 | 7,37  | 4,21  | 2,46 | 0,35 | 285      |
| Navió e Vitorino dos Piães        | 54,28 | 16,65 | 6,72  | 17,39 | 1,38 | 0,46 | 1 087    |
| Poiares                           | 49,91 | 10,59 | 26,21 | 8,80  | 0,54 | 0    | 557      |
| Rebordões (Santa Maria)           | 58,12 | 16,38 | 13,11 | 5,98  | 3,28 | 0    | 702      |
| Rebordões (Souto)                 | 49,07 | 9,73  | 30,80 | 5,33  | 1,87 | 0,27 | 750      |
| Refoios do Lima                   | 39,03 | 38,63 | 12,98 | 4,03  | 1,21 | 0,56 | 1 240    |
| Ribeira                           | 50,87 | 25,60 | 8,26  | 4,71  | 4,21 | 1,16 | 1 211    |
| Sá                                | 68,06 | 12,93 | 9,51  | 5,70  | 1,52 | 0    | 263      |
| Santa Comba                       | 46,90 | 34,48 | 5,98  | 7,59  | 1,84 | 0    | 435      |
| Santa Cruz do Lima                | 65,05 | 15,53 | 7,77  | 6,15  | 0,97 | 0,32 | 309      |
| São Pedro d'Arcos                 | 55,81 | 30,93 | 2,79  | 4,19  | 1,40 | 0    | 430      |
| Seara                             | 39,61 | 29,98 | 21,44 | 3,94  | 1,09 | 1,09 | 457      |
| Serdedelo                         | 77,74 | 8,30  | 7,92  | 3,40  | 0    | 0    | 265      |
| Vitorino das Donas                | 41,71 | 31,82 | 12,83 | 6,82  | 1,60 | 1,74 | 748      |
| Ponte de Lima                     | 52,11 | 23,66 | 10,30 | 7,08  | 2,78 | 0,51 | 28 028   |

#### Assembleia Municipal
| Partido                 | Partido                                     | Votos  | %               | +/-  | Deputados | +/-     |
| ----------------------- | ------------------------------------------- | ------ | --------------- | ---- | --------- | ------- |
|                         | CDS – Partido Popular                       | 13 759 | 49,08 / 100,00  | 0,30 | 22 / 40   | Estável |
|                         | Ponte de Lima, Minha Terra (Apoiado por PS) | 6 139  | 21,90 / 100,00  | Novo | 9 / 40    | Novo    |
|                         | Partido Social Democrata                    | 3 611  | 12,88 / 100,00  | 5,23 | 5 / 40    | 3       |
|                         | Movimento 51                                | 2 288  | 8,16 / 100,00   | 4,49 | 3 / 40    | 2       |
|                         | Coligação Democrática Unitária              | 1 055  | 3,76 / 100,00   | 0,52 | 1 / 40    | Estável |
| Votos Inválidos         | Votos Inválidos                             | 1 179  | 4,20 / 100,00   | 1,33 |           |         |
| Total                   | Total                                       | 28 031 | 100,00 / 100,00 |      | 40 / 40   |         |
| Eleitorado/Participação | Eleitorado/Participação                     | 42 009 | 66,73 / 100,00  | 2,76 |           |         |

| Freguesia                         | %     | %     | %     | %     | %    | Votantes |
| Freguesia                         | CDS   | PLMT  | PSD   | M51   | CDU  | Votantes |
| --------------------------------- | ----- | ----- | ----- | ----- | ---- | -------- |
| Anais                             | 70,51 | 16,62 | 4,16  | 5,76  | 0,94 | 746      |
| Arca e Ponte de Lima              | 24,63 | 30,26 | 17,46 | 13,85 | 9,69 | 2 383    |
| Arcozelo                          | 32,08 | 31,90 | 14,02 | 8,42  | 9,14 | 2 232    |
| Ardegão, Freixo e Mato            | 70,49 | 8,11  | 7,01  | 7,74  | 2,73 | 1 098    |
| A.F. Vale do Neiva                | 65,32 | 5,61  | 7,48  | 17,41 | 1,15 | 695      |
| Bárrio e Cepões                   | 58,70 | 17,75 | 6,85  | 7,21  | 4,04 | 569      |
| Beiral do Lima                    | 54,02 | 29,07 | 5,36  | 5,57  | 1,44 | 485      |
| Bertiandos                        | 64,92 | 3,93  | 23,28 | 1,97  | 1,97 | 305      |
| Boalhosa                          | 89,32 | 4,85  | 2,91  | 0,97  | 0    | 103      |
| Brandara                          | 51,57 | 23,69 | 11,85 | 8,01  | 2,09 | 287      |
| Cabaços e Fojo Lobal              | 65,26 | 20,78 | 4,38  | 5,52  | 0,65 | 616      |
| Cabração e Moreira do Lima        | 47,58 | 19,23 | 18,52 | 7,26  | 2,42 | 702      |
| Calheiros                         | 56,54 | 13,56 | 10,29 | 8,01  | 5,39 | 612      |
| Calvelo                           | 40,75 | 25,33 | 18,28 | 5,95  | 1,76 | 454      |
| Correlhã                          | 50,74 | 27,65 | 9,87  | 5,10  | 2,80 | 1 823    |
| Estorãos                          | 37,37 | 35,69 | 12,12 | 7,74  | 2,02 | 297      |
| Facha                             | 39,07 | 34,23 | 12,99 | 4,64  | 5,15 | 970      |
| Feitosa                           | 41,90 | 26,05 | 10,65 | 11,44 | 5,55 | 883      |
| Fontão                            | 67,87 | 14,06 | 6,69  | 5,49  | 1,34 | 747      |
| Fornelos e Queijada               | 60,20 | 14,32 | 14,42 | 5,44  | 1,72 | 1 103    |
| Friastelas                        | 70,31 | 10,08 | 7,28  | 7,00  | 1,96 | 357      |
| Gandra                            | 57,18 | 14,09 | 15,57 | 7,11  | 2,55 | 745      |
| Gemieira                          | 45,98 | 10,80 | 10,57 | 21,38 | 4,37 | 435      |
| Gondufe                           | 73,33 | 14,67 | 8,67  | 1,00  | 1,00 | 300      |
| Labruja                           | 58,43 | 14,83 | 8,72  | 9,59  | 2,62 | 344      |
| Labrujó, Rendufe e Vilar do Monte | 55,44 | 29,82 | 4,91  | 3,51  | 2,11 | 285      |
| Navió e Vitorino dos Piães        | 51,89 | 16,93 | 8,37  | 18,31 | 1,29 | 1 087    |
| Poiares                           | 45,60 | 8,08  | 29,26 | 11,49 | 0,90 | 557      |
| Rebordões (Santa Maria)           | 55,13 | 15,67 | 14,96 | 6,98  | 4,56 | 702      |
| Rebordões (Souto)                 | 43,47 | 9,33  | 35,33 | 5,60  | 2,53 | 750      |
| Refoios do Lima                   | 35,78 | 38,76 | 15,55 | 4,59  | 1,45 | 1 241    |
| Ribeira                           | 42,03 | 25,35 | 12,30 | 6,94  | 6,85 | 1 211    |
| Sá                                | 66,92 | 9,13  | 12,17 | 7,22  | 2,28 | 263      |
| Santa Comba                       | 48,28 | 28,51 | 10,34 | 5,98  | 3,22 | 435      |
| Santa Cruz do Lima                | 64,72 | 16,18 | 7,44  | 5,50  | 1,29 | 309      |
| São Pedro d'Arcos                 | 56,05 | 28,84 | 4,19  | 4,19  | 1,40 | 430      |
| Seara                             | 39,17 | 23,85 | 27,13 | 4,60  | 1,09 | 457      |
| Serdedelo                         | 75,09 | 7,55  | 11,32 | 3,40  | 0,38 | 265      |
| Vitorino das Donas                | 40,11 | 28,74 | 14,04 | 10,29 | 2,14 | 748      |
| Ponte de Lima                     | 49,08 | 21,90 | 12,88 | 8,16  | 3,76 | 28 031   |

#### Juntas de Freguesia
| Partido                 | Partido                        | Votos  | %               | +/-  | Presidentes | +/-     | Mandatos  | +/- |
| ----------------------- | ------------------------------ | ------ | --------------- | ---- | ----------- | ------- | --------- | --- |
|                         | Grupo de Cidadãos              | 13 453 | 47,99 / 100,00  | 3,95 | 17 / 39     | Estável | 136 / 305 | 14  |
|                         | CDS – Partido Popular          | 8 189  | 29,21 / 100,00  | 7,83 | 18 / 39     | 1       | 124 / 305 | 27  |
|                         | Partido Social Democrata       | 3 835  | 13,68 / 100,00  | 1,92 | 4 / 39      | Estável | 41 / 305  | 2   |
|                         | Coligação Democrática Unitária | 731    | 2,61 / 100,00   | 1,13 | 0 / 39      | Estável | 2 / 305   | 3   |
|                         | Partido Socialista             | 264    | 0,94 / 100,00   | 8,16 | 0 / 39      | 1       | 2 / 305   | 16  |
|                         | Partido da Terra               | 48     | 0,17 / 100,00   | -    | 0 / 39      | -       | 0 / 305   | -   |
| Votos Inválidos         | Votos Inválidos                | 1 512  | 5,39 / 100,00   | 0,74 |             |         |           |     |
| Total                   | Total                          | 28 032 | 100,00 / 100,00 |      | 39 / 39     |         | 305 / 305 | 4   |
| Eleitorado/Participação | Eleitorado/Participação        | 42 009 | 66,73 / 100,00  | 2,76 |             |         |           |     |

| Freguesia                         | Partido Vencedor | Partido Vencedor         | %              | Mandatos |
| --------------------------------- | ---------------- | ------------------------ | -------------- | -------- |
| Anais                             |                  | CDS – Partido Popular    | 76,01 / 100,00 | 8 / 9    |
| Arca e Ponte de Lima              |                  | Partido Social Democrata | 29,67 / 100,00 | 3 / 9    |
| Arcozelo                          |                  | Grupo de Cidadãos        | 35,94 / 100,00 | 4 / 9    |
| Ardegão, Freixo e Mato            |                  | CDS – Partido Popular    | 82,06 / 100,00 | 8 / 9    |
| A.F. Vale do Neiva                |                  | CDS – Partido Popular    | 71,51 / 100,00 | 7 / 9    |
| Bárrio e Cepões                   |                  | Grupo de Cidadãos        | 74,34 / 100,00 | 7 / 7    |
| Beiral do Lima                    |                  | CDS – Partido Popular    | 57,32 / 100,00 | 4 / 7    |
| Bertiandos                        |                  | Grupo de Cidadãos        | 74,10 / 100,00 | 7 / 7    |
| Boalhosa                          |                  | CDS – Partido Popular    | 96,12 / 100,00 | 7 / 7    |
| Brandara                          |                  | CDS – Partido Popular    | 48,43 / 100,00 | 4 / 7    |
| Cabaços e Fojo Lobal              |                  | CDS – Partido Popular    | 70,45 / 100,00 | 7 / 9    |
| Cabração e Moreira do Lima        |                  | Grupo de Cidadãos        | 48,72 / 100,00 | 4 / 7    |
| Calheiros                         |                  | Grupo de Cidadãos        | 63,07 / 100,00 | 5 / 7    |
| Calvelo                           |                  | CDS – Partido Popular    | 37,00 / 100,00 | 3 / 7    |
| Correlhã                          |                  | Grupo de Cidadãos        | 62,59 / 100,00 | 7 / 9    |
| Estorãos                          |                  | CDS – Partido Popular    | 49,49 / 100,00 | 4 / 7    |
| Facha                             |                  | Grupo de Cidadãos        | 51,34 / 100,00 | 6 / 9    |
| Feitosa                           |                  | Grupo de Cidadãos        | 47,57 / 100,00 | 5 / 9    |
| Fontão                            |                  | CDS – Partido Popular    | 83,67 / 100,00 | 9 / 9    |
| Fornelos e Queijada               |                  | Grupo de Cidadãos        | 59,20 / 100,00 | 6 / 9    |
| Friastelas                        |                  | CDS – Partido Popular    | 52,94 / 100,00 | 4 / 7    |
| Gandra                            |                  | Grupo de Cidadãos        | 65,50 / 100,00 | 6 / 9    |
| Gemieira                          |                  | CDS – Partido Popular    | 70,34 / 100,00 | 6 / 7    |
| Gondufe                           |                  | CDS – Partido Popular    | 72,00 / 100,00 | 6 / 7    |
| Labruja                           |                  | Grupo de Cidadãos        | 53,78 / 100,00 | 4 / 7    |
| Labrujó, Rendufe e Vilar do Monte |                  | Grupo de Cidadãos        | 67,02 / 100,00 | 5 / 7    |
| Navió e Vitorino dos Piães        |                  | Grupo de Cidadãos        | 54,46 / 100,00 | 6 / 9    |
| Poiares                           |                  | Partido Social Democrata | 48,83 / 100,00 | 4 / 7    |
| Rebordões (Santa Maria)           |                  | CDS – Partido Popular    | 53,85 / 100,00 | 4 / 7    |
| Rebordões (Souto)                 |                  | Partido Social Democrata | 63,33 / 100,00 | 6 / 9    |
| Refoios do Lima                   |                  | Grupo de Cidadãos        | 41,85 / 100,00 | 4 / 9    |
| Ribeira                           |                  | Grupo de Cidadãos        | 61,19 / 100,00 | 6 / 9    |
| Sá                                |                  | CDS – Partido Popular    | 67,30 / 100,00 | 5 / 7    |
| Santa Comba                       |                  | Grupo de Cidadãos        | 64,83 / 100,00 | 5 / 7    |
| Santa Cruz do Lima                |                  | CDS – Partido Popular    | 80,58 / 100,00 | 7 / 7    |
| São Pedro d'Arcos                 |                  | CDS – Partido Popular    | 63,02 / 100,00 | 5 / 7    |
| Seara                             |                  | Partido Social Democrata | 85,12 / 100,00 | 7 / 7    |
| Serdedelo                         |                  | Grupo de Cidadãos        | 92,83 / 100,00 | 7 / 7    |
| Vitorino das Donas                |                  | CDS – Partido Popular    | 41,31 / 100,00 | 3 / 7    |

### Valença

#### Câmara Municipal
| Partido                 | Partido                        | Votos  | %               | +/-  | Vereadores | +/-     |
| ----------------------- | ------------------------------ | ------ | --------------- | ---- | ---------- | ------- |
|                         | Partido Social Democrata       | 4 517  | 57,29 / 100,00  | 0,82 | 5 / 7      | Estável |
|                         | Partido Socialista             | 2 613  | 33,14 / 100,00  | 0,65 | 2 / 7      | Estável |
|                         | Coligação Democrática Unitária | 254    | 3,22 / 100,00   | 0,82 | 0 / 7      | Estável |
|                         | CDS – Partido Popular          | 209    | 2,65 / 100,00   | -    | 0 / 7      | -       |
| Votos Inválidos         | Votos Inválidos                | 292    | 3,71 / 100,00   | 0,35 |            |         |
| Total                   | Total                          | 7 885  | 100,00 / 100,00 |      | 7 / 7      |         |
| Eleitorado/Participação | Eleitorado/Participação        | 13 412 | 58,76 / 100,00  | 1,83 |            |         |

| Freguesia                     | %     | %     | %    | %    | Votantes |
| Freguesia                     | PSD   | PS    | CDU  | CDS  | Votantes |
| ----------------------------- | ----- | ----- | ---- | ---- | -------- |
| Boivão                        | 62,90 | 29,03 | 2,15 | 4,30 | 186      |
| Cerdal                        | 63,20 | 27,07 | 4,42 | 1,66 | 905      |
| Fontoura                      | 66,51 | 22,88 | 2,36 | 3,30 | 424      |
| Friestas                      | 51,84 | 35,14 | 6,63 | 1,97 | 407      |
| Gandra e Taião                | 52,57 | 38,63 | 1,83 | 3,30 | 818      |
| Ganfei                        | 59,51 | 33,08 | 2,55 | 1,40 | 783      |
| Gondomil e Sanfins            | 72,84 | 21,19 | 2,39 | 1,19 | 335      |
| São Julião e Silva            | 60,80 | 33,80 | 1,88 | 1,17 | 426      |
| São Pedro da Torre            | 55,01 | 36,04 | 2,27 | 2,86 | 838      |
| Valença, Cristelo Covo e Arão | 53,12 | 35,30 | 3,76 | 3,76 | 2 340    |
| Verdoejo                      | 54,85 | 36,88 | 3,55 | 1,18 | 423      |
| Valença                       | 57,29 | 33,14 | 3,22 | 2,65 | 7 885    |

#### Assembleia Municipal
| Partido                 | Partido                        | Votos  | %               | +/-  | Deputados | +/-     |
| ----------------------- | ------------------------------ | ------ | --------------- | ---- | --------- | ------- |
|                         | Partido Social Democrata       | 4 176  | 52,96 / 100,00  | 2,25 | 12 / 21   | Estável |
|                         | Partido Socialista             | 2 736  | 34,70 / 100,00  | 0,34 | 8 / 21    | Estável |
|                         | Coligação Democrática Unitária | 378    | 4,79 / 100,00   | 0,84 | 1 / 21    | Estável |
|                         | CDS – Partido Popular          | 265    | 3,36 / 100,00   | -    | 0 / 21    | -       |
| Votos Inválidos         | Votos Inválidos                | 330    | 4,18 / 100,00   | 0,62 |           |         |
| Total                   | Total                          | 7 885  | 100,00 / 100,00 |      | 21 / 21   |         |
| Eleitorado/Participação | Eleitorado/Participação        | 13 420 | 58,76 / 100,00  | 1,83 |           |         |

| Freguesia                     | %     | %     | %     | %    | Votantes |
| Freguesia                     | PSD   | PS    | CDU   | CDS  | Votantes |
| ----------------------------- | ----- | ----- | ----- | ---- | -------- |
| Boivão                        | 60,22 | 29,03 | 3,76  | 4,84 | 186      |
| Cerdal                        | 59,89 | 26,41 | 6,74  | 2,54 | 905      |
| Fontoura                      | 62,97 | 23,82 | 3,07  | 4,48 | 424      |
| Friestas                      | 40,29 | 40,05 | 12,29 | 2,70 | 407      |
| Gandra e Taião                | 48,41 | 39,49 | 3,42  | 4,16 | 818      |
| Ganfei                        | 56,96 | 32,44 | 4,34  | 1,79 | 783      |
| Gondomil e Sanfins            | 67,46 | 23,28 | 4,48  | 2,09 | 335      |
| São Julião e Silva            | 59,86 | 34,98 | 2,58  | 0,70 | 426      |
| São Pedro da Torre            | 51,55 | 38,07 | 2,63  | 3,22 | 838      |
| Valença, Cristelo Covo e Arão | 48,59 | 37,56 | 4,70  | 4,57 | 2 340    |
| Verdoejo                      | 47,04 | 41,84 | 6,38  | 2,60 | 423      |
| Valença                       | 52,96 | 34,70 | 4,79  | 3,36 | 7 885    |

#### Juntas de Freguesia
| Partido                 | Partido                        | Votos  | %               | +/-  | Presidentes | +/-     | Mandatos | +/-     |
| ----------------------- | ------------------------------ | ------ | --------------- | ---- | ----------- | ------- | -------- | ------- |
|                         | Partido Social Democrata       | 3 185  | 40,40 / 100,00  | 2,74 | 7 / 11      | 1       | 37 / 87  | Estável |
|                         | Partido Socialista             | 3 132  | 39,73 / 100,00  | 3,00 | 2 / 11      | Estável | 36 / 87  | 4       |
|                         | Grupo de Cidadãos              | 1 029  | 13,05 / 100,00  | 6,37 | 2 / 11      | 1       | 13 / 87  | 5       |
|                         | Coligação Democrática Unitária | 214    | 2,71 / 100,00   | 1,37 | 0 / 11      | Estável | 1 / 87   | 1       |
| Votos Inválidos         | Votos Inválidos                | 324    | 4,11 / 100,00   | 0,73 |             |         |          |         |
| Total                   | Total                          | 7 884  | 100,00 / 100,00 |      | 11 / 11     |         | 87 / 87  |         |
| Eleitorado/Participação | Eleitorado/Participação        | 13 420 | 58,75 / 100,00  | 1,84 |             |         |          |         |

| Freguesia                     | Partido Vencedor | Partido Vencedor         | %              | Mandatos |
| ----------------------------- | ---------------- | ------------------------ | -------------- | -------- |
| Boivão                        |                  | Partido Social Democrata | 67,20 / 100,00 | 5 / 7    |
| Cerdal                        |                  | Partido Social Democrata | 52,60 / 100,00 | 5 / 9    |
| Fontoura                      |                  | Partido Social Democrata | 66,98 / 100,00 | 5 / 7    |
| Friestas                      |                  | Grupo de Cidadãos        | 50,86 / 100,00 | 4 / 7    |
| Gandra e Taião                |                  | Grupo de Cidadãos        | 52,44 / 100,00 | 5 / 9    |
| Ganfei                        |                  | Partido Social Democrata | 62,07 / 100,00 | 6 / 9    |
| Gondomil e Sanfins            |                  | Partido Social Democrata | 57,91 / 100,00 | 4 / 7    |
| São Julião e Silva            |                  | Partido Social Democrata | 55,63 / 100,00 | 4 / 7    |
| São Pedro da Torre            |                  | Partido Socialista       | 48,69 / 100,00 | 5 / 9    |
| Valença, Cristelo Covo e Arão |                  | Partido Social Democrata | 51,56 / 100,00 | 5 / 9    |
| Verdoejo                      |                  | Partido Socialista       | 54,37 / 100,00 | 4 / 7    |

### Viana do Castelo

#### Câmara Municipal
| Partido                 | Partido                         | Votos  | %               | +/-  | Vereadores | +/-     |
| ----------------------- | ------------------------------- | ------ | --------------- | ---- | ---------- | ------- |
|                         | Partido Socialista              | 25 235 | 53,68 / 100,00  | 6,01 | 6 / 9      | 1       |
|                         | Partido Social Democrata        | 9 991  | 21,25 / 100,00  | 5,31 | 2 / 9      | 1       |
|                         | Coligação Democrática Unitária  | 3 812  | 8,11 / 100,00   | 2,46 | 1 / 9      | Estável |
|                         | CDS-PPM                         | 2 664  | 5,67 / 100,00   | 1,39 | 0 / 9      | Estável |
|                         | Bloco de Esquerda               | 2 502  | 5,32 / 100,00   | -    | 0 / 9      | -       |
|                         | Partido Democrático Republicano | 172    | 0,37 / 100,00   | Novo | 0 / 9      | Novo    |
| Votos Inválidos         | Votos Inválidos                 | 2 637  | 5,61 / 100,00   | 2,32 |            |         |
| Total                   | Total                           | 47 013 | 100,00 / 100,00 |      | 9 / 9      |         |
| Eleitorado/Participação | Eleitorado/Participação         | 85 188 | 55,19 / 100,00  | 1,90 |            |         |

| Freguesia                                | %     | %     | %     | %        | %     | %    | Votantes |
| Freguesia                                | PS    | PSD   | CDU   | CDS- PPM | BE    | PDR  | Votantes |
| ---------------------------------------- | ----- | ----- | ----- | -------- | ----- | ---- | -------- |
| Afife                                    | 45,03 | 21,26 | 15,54 | 6,06     | 5,14  | 0,80 | 875      |
| Alvarães                                 | 67,84 | 17,96 | 2,63  | 3,75     | 2,15  | 0,24 | 1 253    |
| Amonde                                   | 70,16 | 10,89 | 5,24  | 2,42     | 4,84  | 0,40 | 248      |
| Anha                                     | 52,78 | 33,18 | 2,22  | 2,74     | 3,40  | 0,26 | 1 531    |
| Areosa                                   | 60,73 | 14,86 | 8,73  | 3,65     | 6,65  | 0,13 | 2 302    |
| Barroselas e Carvoeiro                   | 56,37 | 32,10 | 2,45  | 2,11     | 2,61  | 0,10 | 2 984    |
| Cardielos e Serreleis                    | 51,46 | 29,81 | 4,18  | 4,67     | 3,20  | 0,21 | 1 436    |
| Carreço                                  | 47,59 | 18,01 | 8,40  | 8,88     | 10,01 | 0,28 | 1 059    |
| Castelo do Neiva                         | 54,00 | 28,86 | 2,75  | 4,88     | 2,81  | 0,31 | 1 639    |
| Chafé                                    | 60,34 | 16,79 | 3,96  | 6,62     | 4,64  | 0,61 | 1 465    |
| Darque                                   | 49,19 | 16,74 | 18,25 | 6,06     | 4,35  | 0,27 | 3 381    |
| Freixieiro de Soutelo                    | 42,66 | 37,23 | 4,08  | 3,53     | 8,15  | 0,82 | 368      |
| Geraz do Lima e Deão                     | 53,03 | 25,22 | 2,45  | 7,68     | 2,21  | 1,73 | 2 082    |
| Lanheses                                 | 46,28 | 36,07 | 2,29  | 8,02     | 1,91  | 0,19 | 1 048    |
| Mazarefes e Vila Fria                    | 61,63 | 14,20 | 6,02  | 8,17     | 4,02  | 0,28 | 1 444    |
| Montaria                                 | 66,77 | 23,74 | 2,08  | 1,19     | 2,08  | 0,30 | 337      |
| Mujães                                   | 58,63 | 17,94 | 3,88  | 9,10     | 2,95  | 0,27 | 747      |
| Nogueira, Meixedo e Vilar de Murteda     | 61,21 | 27,28 | 2,38  | 2,98     | 3,17  | 0,10 | 1 008    |
| Outeiro                                  | 63,88 | 20,63 | 1,63  | 2,88     | 2,38  | 0,38 | 800      |
| Perre                                    | 47,62 | 17,48 | 8,65  | 9,89     | 9,48  | 0,59 | 1 699    |
| Santa Maria Maior e Monserrate e Meadela | 49,10 | 13,93 | 14,81 | 6,74     | 9,29  | 0,28 | 11 728   |
| Santa Marta de Portuzelo                 | 47,86 | 35,85 | 4,56  | 4,13     | 4,13  | 0,30 | 2 346    |
| São Romão de Neiva                       | 69,49 | 13,24 | 2,23  | 4,76     | 3,57  | 0    | 672      |
| Subportela, Deocriste e Portela Susã     | 57,73 | 28,57 | 1,62  | 4,09     | 1,69  | 0,45 | 1 540    |
| Torre e Vila Mou                         | 40,55 | 39,10 | 2,47  | 5,52     | 5,09  | 0,29 | 688      |
| Vila de Punhe                            | 72,98 | 12,91 | 4,25  | 3,21     | 2,49  | 0,16 | 1 247    |
| Vila Franca                              | 54,97 | 18,97 | 9,39  | 8,93     | 2,30  | 0,83 | 1 086    |
| Viana do Castelo                         | 53,68 | 21,25 | 8,11  | 5,67     | 5,32  | 0,37 | 47 013   |

#### Assembleia Municipal
| Partido                 | Partido                        | Votos  | %               | +/-  | Deputados | +/-     |
| ----------------------- | ------------------------------ | ------ | --------------- | ---- | --------- | ------- |
|                         | Partido Socialista             | 21 470 | 45,67 / 100,00  | 2,72 | 15 / 28   | 1       |
|                         | Partido Social Democrata       | 10 443 | 22,21 / 100,00  | 5,41 | 7 / 28    | 2       |
|                         | Coligação Democrática Unitária | 4 862  | 10,34 / 100,00  | 2,68 | 3 / 28    | 1       |
|                         | Bloco de Esquerda              | 2 797  | 5,95 / 100,00   | -    | 1 / 28    | -       |
|                         | CDS-PPM                        | 2 784  | 5,92 / 100,00   | 0,47 | 1 / 28    | Estável |
|                         | Partido da Terra               | 1 745  | 3,71 / 100,00   | -    | 1 / 28    | -       |
| Votos Inválidos         | Votos Inválidos                | 2 909  | 6,19 / 100,00   | 2,66 |           |         |
| Total                   | Total                          | 47 010 | 100,00 / 100,00 |      | 28 / 28   |         |
| Eleitorado/Participação | Eleitorado/Participação        | 85 188 | 55,18 / 100,00  | 1,89 |           |         |

| Freguesia                                | %     | %     | %     | %     | %        | %     | Votantes |
| Freguesia                                | PS    | PSD   | CDU   | BE    | CDS- PPM | MPT   | Votantes |
| ---------------------------------------- | ----- | ----- | ----- | ----- | -------- | ----- | -------- |
| Afife                                    | 38,40 | 21,26 | 17,49 | 6,51  | 6,63     | 3,31  | 875      |
| Alvarães                                 | 62,17 | 20,91 | 3,03  | 2,47  | 3,67     | 1,60  | 1 253    |
| Amonde                                   | 66,13 | 13,31 | 5,24  | 4,44  | 1,61     | 3,63  | 248      |
| Anha                                     | 48,79 | 34,29 | 2,74  | 3,72  | 3,00     | 1,89  | 1 531    |
| Areosa                                   | 52,69 | 16,25 | 10,30 | 8,43  | 3,65     | 3,91  | 2 302    |
| Barroselas e Carvoeiro                   | 50,64 | 34,79 | 2,85  | 3,12  | 1,68     | 2,14  | 2 984    |
| Cardielos e Serreleis                    | 44,22 | 30,78 | 4,94  | 3,48  | 4,39     | 4,46  | 1 436    |
| Carreço                                  | 40,70 | 20,77 | 11,14 | 10,58 | 7,74     | 3,31  | 1 059    |
| Castelo do Neiva                         | 45,94 | 31,91 | 3,17  | 3,29  | 5,00     | 2,87  | 1 639    |
| Chafé                                    | 55,15 | 16,04 | 4,91  | 4,44  | 6,76     | 4,71  | 1 465    |
| Darque                                   | 42,41 | 17,36 | 21,27 | 4,73  | 5,89     | 2,75  | 3 381    |
| Freixieiro de Soutelo                    | 43,21 | 35,60 | 4,62  | 5,98  | 4,08     | 2,99  | 368      |
| Geraz do Lima e Deão                     | 42,48 | 23,11 | 2,74  | 2,45  | 7,45     | 12,93 | 2 081    |
| Lanheses                                 | 37,69 | 39,79 | 3,53  | 2,00  | 7,92     | 2,86  | 1 048    |
| Mazarefes e Vila Fria                    | 54,29 | 15,79 | 7,55  | 4,57  | 8,80     | 2,63  | 1 444    |
| Montaria                                 | 56,08 | 29,67 | 2,08  | 2,37  | 1,78     | 2,08  | 337      |
| Mujães                                   | 52,88 | 20,35 | 3,75  | 4,02  | 9,64     | 1,34  | 747      |
| Nogueira, Meixedo e Vilar de Murteda     | 55,41 | 29,89 | 3,87  | 2,78  | 3,18     | 1,29  | 1 007    |
| Outeiro                                  | 53,87 | 23,63 | 3,25  | 3,25  | 3,13     | 3,25  | 800      |
| Perre                                    | 40,08 | 17,78 | 11,71 | 9,24  | 10,95    | 3,77  | 1 699    |
| Santa Maria Maior e Monserrate e Meadela | 37,70 | 14,11 | 19,93 | 10,29 | 7,22     | 4,53  | 11 728   |
| Santa Marta de Portuzelo                 | 42,13 | 34,80 | 6,06  | 5,16  | 5,42     | 2,26  | 2 345    |
| São Romão de Neiva                       | 62,65 | 15,77 | 2,68  | 4,32  | 5,06     | 2,38  | 672      |
| Subportela, Deocriste e Portela Susã     | 51,56 | 30,71 | 1,82  | 2,27  | 4,68     | 1,95  | 1 540    |
| Torre e Vila Mou                         | 31,98 | 39,24 | 2,62  | 6,69  | 6,54     | 5,96  | 688      |
| Vila de Punhe                            | 67,92 | 14,03 | 5,13  | 2,97  | 3,21     | 1,52  | 1 247    |
| Vila Franca                              | 45,30 | 20,44 | 12,52 | 2,67  | 9,67     | 3,50  | 1 086    |
| Viana do Castelo                         | 45,67 | 22,21 | 10,34 | 5,95  | 5,92     | 3,71  | 47 010   |

#### Juntas de Freguesia
| Partido                 | Partido                        | Votos  | %               | +/-  | Presidentes | +/-     | Mandatos  | +/-     |
| ----------------------- | ------------------------------ | ------ | --------------- | ---- | ----------- | ------- | --------- | ------- |
|                         | Grupo de Cidadãos              | 12 675 | 26,96 / 100,00  | 5,37 | 16 / 27     | 6       | 116 / 251 | 37      |
|                         | Partido Socialista             | 11 667 | 24,81 / 100,00  | 0,63 | 7 / 27      | 1       | 53 / 251  | 2       |
|                         | Partido Social Democrata       | 9 718  | 20,67 / 100,00  | 8,38 | 3 / 27      | 7       | 49 / 251  | 49      |
|                         | Coligação Democrática Unitária | 6 685  | 14,22 / 100,00  | 0,10 | 1 / 27      | Estável | 21 / 251  | Estável |
|                         | CDS-PPM                        | 2 325  | 4,94 / 100,00   | 3,08 | 0 / 27      | Estável | 11 / 251  | 9       |
|                         | Bloco de Esquerda              | 825    | 1,75 / 100,00   | -    | 0 / 27      | -       | 1 / 251   | -       |
| Votos Inválidos         | Votos Inválidos                | 3 123  | 6,64 / 100,00   | 0,48 |             |         |           |         |
| Total                   | Total                          | 47 018 | 100,00 / 100,00 |      | 27 / 27     |         | 251 / 251 | 4       |
| Eleitorado/Participação | Eleitorado/Participação        | 85 188 | 55,19 / 100,00  | 1,90 |             |         |           |         |

| Freguesia                                | Partido Vencedor | Partido Vencedor               | %              | Mandatos |
| ---------------------------------------- | ---------------- | ------------------------------ | -------------- | -------- |
| Afife                                    |                  | Grupo de Cidadãos              | 61,14 / 100,00 | 6 / 9    |
| Alvarães                                 |                  | Partido Socialista             | 77,49 / 100,00 | 8 / 9    |
| Amonde                                   |                  | Grupo de Cidadãos              | 62,50 / 100,00 | 5 / 7    |
| Anha                                     |                  | Partido Socialista             | 50,95 / 100,00 | 5 / 9    |
| Areosa                                   |                  | Partido Socialista             | 63,41 / 100,00 | 6 / 9    |
| Barroselas e Carvoeiro                   |                  | Partido Socialista             | 47,82 / 100,00 | 5 / 9    |
| Cardielos e Serreleis                    |                  | Grupo de Cidadãos              | 54,53 / 100,00 | 6 / 9    |
| Carreço                                  |                  | Grupo de Cidadãos              | 66,86 / 100,00 | 6 / 9    |
| Castelo do Neiva                         |                  | Grupo de Cidadãos              | 66,08 / 100,00 | 6 / 9    |
| Chafé                                    |                  | Grupo de Cidadãos              | 52,15 / 100,00 | 5 / 9    |
| Darque                                   |                  | Partido Socialista             | 37,64 / 100,00 | 5 / 13   |
| Freixieiro de Soutelo                    |                  | Partido Social Democrata       | 51,63 / 100,00 | 4 / 7    |
| Geraz do Lima e Deão                     |                  | Grupo de Cidadãos              | 59,08 / 100,00 | 7 / 9    |
| Lanheses                                 |                  | Partido Social Democrata       | 66,22 / 100,00 | 7 / 9    |
| Mazarefes e Vila Fria                    |                  | Partido Socialista             | 60,66 / 100,00 | 6 / 9    |
| Montaria                                 |                  | Grupo de Cidadãos              | 85,16 / 100,00 | 7 / 7    |
| Mujães                                   |                  | Grupo de Cidadãos              | 76,57 / 100,00 | 9 / 9    |
| Nogueira, Meixedo e Vilar de Murteda     |                  | Grupo de Cidadãos              | 68,06 / 100,00 | 7 / 9    |
| Outeiro                                  |                  | Grupo de Cidadãos              | 67,38 / 100,00 | 7 / 9    |
| Perre                                    |                  | Grupo de Cidadãos              | 63,33 / 100,00 | 6 / 9    |
| Santa Maria Maior e Monserrate e Meadela |                  | Coligação Democrática Unitária | 35,36 / 100,00 | 8 / 19   |
| Santa Marta de Portuzelo                 |                  | Partido Social Democrata       | 56,50 / 100,00 | 5 / 9    |
| São Romão de Neiva                       |                  | Grupo de Cidadãos              | 86,61 / 100,00 | 9 / 9    |
| Subportela, Deocriste e Portela Susã     |                  | Grupo de Cidadãos              | 49,38 / 100,00 | 5 / 9    |
| Torre e Vila Mou                         |                  | Grupo de Cidadãos              | 77,62 / 100,00 | 9 / 9    |
| Vila de Punhe                            |                  | Partido Socialista             | 87,81 / 100,00 | 9 / 9    |
| Vila Franca                              |                  | Grupo de Cidadãos              | 50,00 / 100,00 | 5 / 9    |

### Vila Nova de Cerveira

#### Câmara Municipal
| Partido                 | Partido                           | Votos | %               | +/-   | Vereadores | +/-     |
| ----------------------- | --------------------------------- | ----- | --------------- | ----- | ---------- | ------- |
|                         | Pensar Cerveira (Apoiado por PSD) | 3 399 | 58,23 / 100,00  | 13,11 | 3 / 5      | Estável |
|                         | Partido Socialista                | 2 072 | 35,50 / 100,00  | 5,09  | 2 / 5      | Estável |
|                         | Coligação Democrática Unitária    | 95    | 1,63 / 100,00   | 0,38  | 0 / 5      | Estável |
| Votos Inválidos         | Votos Inválidos                   | 271   | 4,65 / 100,00   | 0,78  |            |         |
| Total                   | Total                             | 5 837 | 100,00 / 100,00 |       | 5 / 5      |         |
| Eleitorado/Participação | Eleitorado/Participação           | 8 695 | 67,13 / 100,00  | 1,69  |            |         |

| Freguesia                       | %     | %     | %    | Votantes |
| Freguesia                       | PenCe | PS    | CDU  | Votantes |
| ------------------------------- | ----- | ----- | ---- | -------- |
| Campos e Vila Meã               | 56,95 | 36,89 | 0,94 | 957      |
| Candemil e Gondar               | 58,97 | 35,53 | 1,83 | 273      |
| Cornes                          | 62,89 | 32,70 | 0,63 | 318      |
| Covas                           | 67,94 | 23,92 | 2,54 | 393      |
| Gondarém                        | 50,48 | 45,50 | 1,29 | 622      |
| Loivo                           | 52,18 | 42,23 | 1,75 | 573      |
| Mentrestido                     | 59,24 | 37,91 | 0,47 | 211      |
| Reboreda e Nogueira             | 57,72 | 35,76 | 1,93 | 674      |
| Sapardos                        | 40,23 | 54,89 | 2,26 | 266      |
| Sopo                            | 76,68 | 18,23 | 0,54 | 373      |
| Vila Nova de Cerveira e Lovelhe | 59,98 | 30,93 | 2,46 | 1 177    |
| Vila Nova de Cerveira           | 58,23 | 35,50 | 1,63 | 5 837    |

#### Assembleia Municipal
| Partido                 | Partido                           | Votos | %               | +/-   | Mandatos | +/-     |
| ----------------------- | --------------------------------- | ----- | --------------- | ----- | -------- | ------- |
|                         | Pensar Cerveira (Apoiado por PSD) | 3 363 | 57,63 / 100,00  | 13,00 | 9 / 15   | 2       |
|                         | Partido Socialista                | 2 104 | 36,06 / 100,00  | 4,17  | 6 / 15   | 1       |
|                         | Coligação Democrática Unitária    | 119   | 2,04 / 100,00   | 0,71  | 0 / 15   | Estável |
| Votos Inválidos         | Votos Inválidos                   | 249   | 4,26 / 100,00   | 0,73  |          |         |
| Total                   | Total                             | 5 835 | 100,00 / 100,00 |       | 15 / 15  |         |
| Eleitorado/Participação | Eleitorado/Participação           | 8 695 | 67,11 / 100,00  | 1,72  |          |         |

| Freguesia                       | %     | %     | %    | Votantes |
| Freguesia                       | PenCe | PS    | CDU  | Votantes |
| ------------------------------- | ----- | ----- | ---- | -------- |
| Campos e Vila Meã               | 56,74 | 36,68 | 2,09 | 957      |
| Candemil e Gondar               | 58,61 | 35,16 | 2,20 | 273      |
| Cornes                          | 61,32 | 33,33 | 1,26 | 318      |
| Covas                           | 66,16 | 25,45 | 2,29 | 393      |
| Gondarém                        | 51,21 | 43,96 | 2,42 | 621      |
| Loivo                           | 51,31 | 42,93 | 2,09 | 573      |
| Mentrestido                     | 56,87 | 39,34 | 0,47 | 211      |
| Reboreda e Nogueira             | 55,64 | 38,43 | 2,52 | 674      |
| Sapardos                        | 39,85 | 57,14 | 1,50 | 266      |
| Sopo                            | 76,20 | 19,52 | 0,53 | 374      |
| Vila Nova de Cerveira e Lovelhe | 60,17 | 31,06 | 2,47 | 1 175    |
| Vila Nova de Cerveira           | 57,63 | 36,06 | 2,04 | 5 835    |

#### Juntas de Freguesia
| Partido                 | Partido                        | Votos | %               | +/-   | Presidentes | +/-     | Mandatos | +/- |
| ----------------------- | ------------------------------ | ----- | --------------- | ----- | ----------- | ------- | -------- | --- |
|                         | Grupo de Cidadãos              | 3 467 | 59,40 / 100,00  | 17,91 | 9 / 11      | 4       | 53 / 87  | 18  |
|                         | Partido Socialista             | 1 811 | 31,03 / 100,00  | 9,74  | 1 / 11      | 4       | 24 / 87  | 11  |
|                         | Partido Social Democrata       | 179   | 3,07 / 100,00   | 11,14 | 1 / 11      | Estável | 4 / 87   | 7   |
|                         | Coligação Democrática Unitária | 41    | 0,70 / 100,00   | -     | 0 / 11      | -       | 0 / 87   | -   |
| Votos Inválidos         | Votos Inválidos                | 339   | 5,81 / 100,00   | 2,28  |             |         |          |     |
| Total                   | Total                          | 5 837 | 100,00 / 100,00 |       | 11 / 11     |         | 87 / 87  |     |
| Eleitorado/Participação | Eleitorado/Participação        | 8 695 | 67,13 / 100,00  | 1,71  |             |         |          |     |

| Freguesia                       | Partido Vencedor | Partido Vencedor         | %              | Mandatos |
| ------------------------------- | ---------------- | ------------------------ | -------------- | -------- |
| Campos e Vila Meã               |                  | Grupo de Cidadãos        | 62,59 / 100,00 | 6 / 9    |
| Candemil e Gondar               |                  | Grupo de Cidadãos        | 54,58 / 100,00 | 4 / 7    |
| Cornes                          |                  | Grupo de Cidadãos        | 63,84 / 100,00 | 5 / 7    |
| Covas                           |                  | Grupo de Cidadãos        | 80,41 / 100,00 | 7 / 7    |
| Gondarém                        |                  | Grupo de Cidadãos        | 51,85 / 100,00 | 4 / 7    |
| Loivo                           |                  | Grupo de Cidadãos        | 53,05 / 100,00 | 4 / 7    |
| Mentrestido                     |                  | Grupo de Cidadãos        | 48,34 / 100,00 | 4 / 7    |
| Reboreda e Nogueira             |                  | Partido Socialista       | 47,63 / 100,00 | 4 / 7    |
| Sapardos                        |                  | Partido Social Democrata | 58,05 / 100,00 | 4 / 7    |
| Sopo                            |                  | Grupo de Cidadãos        | 90,93 / 100,00 | 7 / 7    |
| Vila Nova de Cerveira e Lovelhe |                  | Grupo de Cidadãos        | 60,34 / 100,00 | 6 / 9    |